# オードリー (テレビドラマ)
『オードリー』は、2000年度後期放送のNHK「連続テレビ小説」第63作で、2000年10月2日から2001年3月31日まで放送された日本のテレビドラマである。

## 概要
日本映画の聖地・京都市太秦を舞台に、産みの母と育ての母の間で揺れながら成長したヒロイン・美月が映画に人生を捧げていく姿を描く。
放送期間世帯平均視聴率は20.5%、最高視聴率は24.0%であった（ビデオリサーチ調べ、関東地区・世帯）。堺雅人や佐々木蔵之介ら小劇場出身の若手俳優の出世作である。
放送と並行して、荻丸雅子作画による漫画版が発売された。
2000年12月1日から、BS2で衛星デジタル放送が開始され、この日からデジタルBS2でも放送を開始した。
本作と同じく大石静が脚本を担当した大河ドラマ『光る君へ』を放送中の、2024年4月1日から9月21日までNHK BS・BSプレミアム4Kにて毎週月曜日 - 土曜日午前7時15分に再放送された。

## あらすじ

### 少女編（第1週 - 第5週）
昭和28年の京都に生まれた佐々木美月は、隣家の老舗旅館『椿屋』を営む女主人・吉岡滝乃を「お母ちゃま」、実の母親の愛子を「ママ」と呼んで両家を行き来して育つ。愛子は美月の母親のようにふるまう滝乃に不満だが、父親の春夫は美月を「オードリー」と英語名で呼びマイペースで見守る。育児方針の違う三者に囲まれ美月は混乱するが、旅館の下働きの宮本君江に連れられていった撮影所で映画スターの栗部金太郎や幹幸太郎、助監督の杉本英記、子役の中山晋八と知り合い、映画の世界に心引かれて撮影所に通うようになる。
11才、小学6年生になった美月を将来良家に嫁がせたい滝乃は、美月が撮影所に近づくことを禁じ、君江を椿屋から追い出す。さらに佐々木夫妻に美月を養女にしたいと申し出るが、愛子は拒絶。美月は故郷の熊本に帰る君江に同行し、家出する。熊本に愛子、春夫、滝乃が駆けつけ、話し合いの結果、美月は自分の意思で「今後も両家で暮らす。撮影所には行かない」と決める。それから6年後の昭和47年春。高校の卒業式を終えた美月は「女優になる」と宣言。久しぶりに撮影所を訪れ、幸太郎・晋八・杉本らと再会する。

### 大部屋女優編（第5週 - 第9週）
美月は大京映画の黒田茂光社長に女優になりたいと直訴する。春夫と滝乃の反対を押し切り、美月は吉岡美月の芸名で大部屋女優として採用される。美月を待っていたのは、朝倉もみじら先輩女優からのいじめだった。いじめが続くなか、美月は映画『無頼人』に端役で出演。撮影本番、もみじたちは美月を転倒させようとするが、大部屋俳優の錠島尚也のとっさの機転で阻止される。それまで錠島と口もきいたことも無かった美月だったが、それをきっかけに孤独で映画を愛する錠島に惹かれていく。
美月の恋は両親と滝乃に反対されるが、錠島は自分を励ます美月に心を開くようになる。『無頼人』は興行的に振るわず、大京映画は膨大な赤字を抱えたため、黒田は古参の俳優やスタッフをリストラし、テレビ時代劇への進出を決定する。監督に指名された杉本は晋八に殺陣師に転向するよう命じる。美月を案じる滝乃は錠島に手切れ金を渡して別れさせようとするが、それを知った美月は錠島に駆け落ちを持ち掛け家出する。だが待ち合わせ場所に錠島は現れなかった。悲しむ美月をなぐさめた晋八は、役者の道をあきらめ殺陣師への転向を決意する。

### テレビ時代劇編（第10週 - 第17週）
杉本は錠島を主役に『惨殺浪人・夢死郎』を企画。美月は先輩若手女優の樹里を抑え夢死郎の許嫁「駒」役に抜擢される。しかし撮影の際、美月は錠島との息が合わずにNGを連発。その夜、立腹した錠島は美月に当たり散らすが、美月は錠島を見捨てることができない。主役のプレッシャーや立場の変化に苦悩する錠島は撮影をすっぽかすなど問題行動を繰り返すが、杉本が執念で制作した「夢死郎」は高視聴率を記録し、黒田は喜ぶ。が、最終話放送後にその内容に触発された殺人未遂事件が起こる。記者会見で騒ぎ立てるマスコミに怒りをあらわにした黒田に世論が反発し「夢死郎」の続編は頓挫。急遽往年のヒット作『若侍七変化』をリメイクするが、低視聴率に終わる。
昭和51年4月、錠島が退社した大京映画は細々と時代劇を作り続けていたが、経営は思わしくなく、椿屋への支払いも滞るまでになっていた。東京でスターになった樹里が主演ドラマのロケのため椿屋に宿泊し、大京関係者にも顔を出す。樹里は美月と杉本を東京に誘う。だが樹里は撮影中に倒れ脳動静脈奇形と診断される。樹里は手術を拒み、杉本の部屋から撮影に通い、杉本も仕事を休んで樹里を看病するが、樹里は撮影終了後に意識不明になる。大部屋俳優の青葉城虎之助は黒田に香港行きを勧められる。渋る虎之助は実母の雀蓮とほぼ20年ぶりに対面し相談するが、そこで自分が栗部金太郎の隠し子であることを知る。黒田は大京映画の資産を全て清算し映画事業から撤退することを決定。さらに虎之助を栗部に再会させようとするが、虎之助は閉鎖されるオープンセットで栗部と決闘することを望む。撮影所最後の日、栗部と斬りあった虎之助は過去を捨て香港行きを決意。美月が杉本の部屋に駆け付けると樹里は杉本の胸で息を引き取っていた。

### 女将編（第17週 - 第22週）
昭和51年11月、大京映画は小さな制作プロダクションとして再開。美月は撮影所閉鎖や樹里の死を目の当たりにして無気力な日々を送っていた。椿屋に人気作家の麻生祐二が現れ、翌年元恋人だった滝乃にプロポーズする。滝乃は佐々木家に椿屋を畳んで結婚すると宣言。若き日に滝乃に想いを寄せていた春夫は動揺、愛子は春夫に失望し離婚を切り出す。家族の危機に美月はとっさに椿屋を継ぐと宣言し、翌日から女主人として働きだす。春夫はアメリカへ逃避。弟の梓は夏休みに春夫を探して渡米し春夫を連れ戻す。帰国した春夫は、アメリカのテレビ局でプロデューサーを務める甥のリチャード佐々木とともに、日米合作テレビ映画の話を大京に持ち込む。昭和52年秋、日本側の監督には杉本が、主役には行方不明だった錠島が配され、大京映画復活は目前に思われたが、急激な円高で採算が取れないためクランクイン前日に制作は中止される。その後、落ち着きを取り戻した春夫は映画『ローマの休日』のリバイバル上映中に急逝、愛子は悲しみにくれる。改心した錠島は再び大京に所属。仕事に追われる美月は、滝乃そっくりの頑固で人を見下す女性に変貌していた。
昭和56年、大京はテレビ時代劇スペシャルの仕事を勝ち取る。もみじが家庭の都合で休みをとっていた頃、美月は過労で倒れ、愛子、晋八の手を借りながら椿屋を続けていた。一方、滝乃は麻生との生活で考え方のすれ違いを感じるようになる。時代劇スペシャルの主演のため幹幸太郎が椿屋に逗留。幸太郎は美月と晋八に映画界に戻ってくるよう勧めるが、二人は譲らない。香港で「タイガー・ウォン」の名で国際スターとなった虎之助が来日し、椿屋で昔の仲間や実父の栗部金太郎と再会する。年末、大京は再び幸太郎主演の時代劇を制作することになる。大晦日、最後のロケは急遽椿屋で行われることになり、幸太郎のはからいで晋八が殺陣師に復帰。撮影が終わり、除夜の鐘を聞きながら、美月は「椿屋の主人は重すぎる」とすすり泣く。麻生から神戸への引っ越しを提案され戸惑っていた滝乃は、美月の嘆きを感じ取り椿屋へ駆けつける。

### 再起編（第22週 - 第24週）
昭和57年春、滝乃は5年ぶりに椿屋の女主人に復帰するが麻生のことは誰にも語らなかった。すっかり丸くなった滝乃に後押しされ、美月は再び黒田に土下座して「映画監督になりたい」と希望し、大京映画でアルバイトのスタッフとして採用される。大京映画は杉本監督・錠島主演の子供向け番組『未来刑事ダイナー』がヒットし、ようやく経営も安定してきた。美月は『ダイナー』で助監督を初めて務める。7月、黒田は社運をかけて幸太郎の幹プロと共同制作でタイガー・ウォン主演の日中合作映画を企画し幸太郎と来日した虎之助に持ち込む。『ダイナー』2シリーズ後、杉本は子供向け時代劇『魔境の剣士・ムサシ』を企画するが、主演の錠島が失踪。美月の説得で錠島は産みの母と再会し最期を看取る。10月から『魔境の剣士・ムサシ』が高視聴率でスタートするが、合作映画『巌流島異聞』は幸太郎と虎之助の意地の張り合いで一向に話がまとまらない。12月、滝乃が心筋梗塞で倒れ入院。さらに幹プロの倒産で合作映画はお蔵入りとなる。椿屋に戻った滝乃が危篤となり、錠島たちは撮影所から美月を急ぎ帰らせるが、美月が帰る一瞬前に滝乃はこの世を去る。

### 監督編（第25週 - 第26週（最終週））
滝乃の死から18年後の平成12年（2000年）2月。関川社長の手腕で大京映画は経営も持ち直し、46歳の美月はテレビ時代劇の監督になっていた。黒田会長の一声で三代目社長に就任した杉本は、美月を監督に宮本武蔵を題材にした映画の撮影を指示。公開オーディションで錠島や新人の早乙女清の出演が決定するが、美月は脚本執筆で武蔵に感情移入できず降板を申し出る。だが杉本たちの支えで武蔵の弱さを描く『MUSASHI』を構想。様々なトラブルを乗り越え映画は完成する。撮影終了後、美月は錠島と杉本から結婚を申し込まれるが、これからも志を同じくする友人として作品を作っていきたいと断る。平成13年（2001年）3月、『MUSASHI』の試写会が行われる。客席には美月の家族や大京映画の仲間、そして亡くなった滝乃、春夫、樹里もそろってスクリーンを見つめるのだった。

## 登場人物

### 佐々木家・旅館「椿屋」
佐々木 美月（ささき みづき）
演 - 岡本綾（ナレーション兼任 / 幼少期：岸由紀子、少女期：大橋梓）
物語のヒロイン。昭和28年9月、夜空に美しい満月が現れたころに誕生したため、育ての親・滝乃から命名される。春夫がつけた愛称は「オードリー」、芸名は「吉岡美月」。
幼少期から滝乃の経営する旅館「椿屋」で育てられ、滝乃を「お母ちゃま」、実母の愛子を「ママ」と呼んでいた。春夫とは英語で会話していたが、オードリーと呼ばれるのを嫌い(後に弟の梓が姪の春海にマリアと呼ぶ形で受け継いでいる)、心理的に距離を置く。
昭和34年、滝乃が決めた名門の京西（きょうさい）女子大附属幼稚園へ入園し、良家の子女としてしつけられる。幼いころから滝乃・愛子・春夫の育児方針の違いに悩み混乱していたが、映画の撮影所の見学に通い、映画界への憧れを心の拠り所にして伸びやかに育つ。11歳で山鹿への家出事件を起こした際は話し合いの末、「自分のことは自分で決める代わりに撮影所通いをやめる」と決め、以後、家族の前で本音を見せなくなったが、映画作りへの憧れを胸に秘めていた。
京西女子大附属高校卒業後は大学に進学せず、周囲の反対を押し切り、昭和47年、大部屋女優になる。芸名で「吉岡」を名乗ることで、滝乃との養女問題に決着をつけた。
孤独な錠島とはお互いの境遇の違いを超えて一度は結ばれるが、次第に錠島の気まぐれな性格に振り回される。
『惨殺浪人・夢死郎』では許嫁の駒役に選ばれるが、刀を構えた錠島の心が読めてしまった美月はNGを繰り返し、錠島との別撮りでようやくOKになった。このことでは錠島から当たり散らされ、割れた電球で怪我を負う。出番は1話で終わったが、スタッフとして『夢死郎』に関わり、大物俳優同士の面子の張り合いに幻滅する。
錠島が大京を去ったあと、大部屋女優として端役を務めつつ「椿屋」の手伝いをしていたが、再会した樹里が病を押して撮影を続け、杉本と寄り添っているのを見て上京を考える。が、樹里の病死と撮影所閉鎖により無気力になり上京を断念。滝乃に勧められるがままにお見合いを続けるが、結婚に気乗りせず女優を辞めようか考えるようになる。そんな中、3年間も音信不通で落ちぶれた錠島と「椿屋」の前で再会するが、金を渡して追い返す。
滝乃が麻生と結婚すると若年ながら旅館「椿屋」を継いで切り盛りするが、女将としての言動と態度が滝乃にそっくりになり、映画界への憧れも押し殺し続けていた。再会した大物俳優の幸太郎から映画の世界に戻るよう勧められ、離婚した滝乃が女将に復帰したこともあって、28歳で映画監督を目指し、大京にスタッフとして復帰した。錠島と共に彼の母親を看取るが、滝乃は駆け付けたその時に亡くなった。
2000年時点で46歳。テレビ時代劇の監督を務める。新社長の杉本から宮本武蔵を題材にした映画の監督に任命され、苦労しながら『MUSASHI』の題で完成させる。
佐々木 愛子（ささき あいこ）
演 - 賀来千香子
美月の実母。東京出身で空襲で父母と姉を亡くし、天涯孤独の身で親戚の家を転々としながらの人生を送ってきたが、滝乃の紹介で春夫と見合いをして結婚。「椿屋」の隣家に住んでいる。
結婚当初は滝乃を姉妹のように慕っていたが、長女の美月が滝乃に取り上げられると、反発して不満を春夫にぶつけるようになる。だが、滝乃の前に出ると「蛇に睨まれた蛙」状態になってしまうため、何も言えずにいることが多い。
美月が小学生になると、少しでも世話をするために「椿屋」の手伝いを始める。無給のつもりだったが、のちに滝乃が麻生と結婚して椿屋を出る時「これ、今まであんたが働いてくれた分え」と、預金通帳と印鑑を渡された。
美月が小学6年生の夏、滝乃が君江を解雇したその日の晩に佐々木家を訪れ、美月を養女にしたいと一方的に言い出した際には激怒して断固拒否した。
女優になりたいという美月に「もし大京が駄目なら東京に行きなさい。それほどの根性があるならママは誇りに思う」と賛成する。
美月と錠島の交際に勘づいたときには「赤ちゃんを作っては駄目」とだけ注意して交際を黙認する。
滝乃が「椿屋」を辞めて麻生と結婚すると言い出すと身勝手さに怒り、美月が跡継ぎになると反対の意思表明で「椿屋」への出入りをやめる。春夫がアメリカに出奔した間は、昼間は病院のトイレ掃除などの仕事、家では内職で生計を立てていた。
もみじが介護休暇を取ると再度「椿屋」の手伝いに入る。春夫が亡くなってからは梓を頼りにし、研修医で忙しい日々を送る帰りが遅い息子に「もう少し早く家に帰ってきてほしい」と懇願するようになる。
滝乃が女将復帰したころには滝乃の留守を任されるほど「椿屋」の仕事になじんでいた。梓と晶子の結婚では強引に同居を決められてしまい、頭を悩ませる。
心筋梗塞で倒れた滝乃を最後まで看取る。滝乃の死後は独断で佐々木家に2階を増築して二世帯住宅にリフォームし梓一家と同居する。多忙な梓・晶子夫婦に変わって11歳の孫・春海を家で見ることが多く、晶子から一方的に疎まれ、ようやく滝乃の気持ちがわかるようになる。老人ホームで話し相手になるボランティアを始め、春海と距離を置いたことで晶子との関係も改善する。
佐々木 春夫（ささき はるお）
演 - 段田安則
美月の父。翻訳家。京都生まれの米国育ち。昭和4年、12歳のとき両親（父親は継父で、母の再婚相手）と兄と共にカリフォルニアに移民。カリフォルニア大学の建築学科を首席で卒業。戦時中、真珠湾攻撃の日に一家は日系人収容所に入れられ、両親は収容所内で死去。戦後「氷川丸」第1陣で単身帰国。大手建築会社への就職を断って農林省へ入省し、厳しい食糧事情の中、多くの日本人を飢えから救うことに奔走し、GHQとの交渉役も務めた。英語まじりの日本語を話し、美月や甥のリチャード・佐々木とは英語で話す。翻訳の他に観光ガイドでも生計を立てる。
美月にオードリーという英語名をつけ(後に息子の梓が孫娘の春海に「マリア」という英語名をつける形で受け継いでいる)、美月が嫌がっても人前で呼び続けるため、美月から激しく嫌われるが、本人は全く気にしていない。「みんなに愛されて育つ子は幸せ」との考えの持ち主で、滝乃から美月を取り戻したいと愛子に訴えられても「滝さんにはお世話になっているから」と適当にかわすだけで、滝乃の思い通りにさせている。
女優になりたいという美月に「知らん男とのラブシーンがある」という理由で反対する。また、息子の梓が医学部受験を希望すると、自分がなれなかった建築士になるように強要するなど、自由を尊重する姿勢から頑固な父親に変貌する。
「椿屋」を辞めて麻生と結婚することを選ぶ滝乃に対して「滝さんのいない人生は考えられない」と言ってしまい、愛子から離婚を申し渡される。が、置き手紙を残して単身で米国へ出奔。滞在中は愛子に何通もの英語で絵葉書を書いて送ったり、美月に国際電話をかけたりしていた。日本から迎えに行った梓とともに京都に戻る。
帰国すると甥のリチャード佐々木と日米合作のテレビ映画制作を大京に持ち掛けるが、撮影直前で制作が中止となってしまう。
企画消滅の落胆から立ち直り、残りの人生で翻訳家を続けるという決意を愛子に話し、『死ぬまで一緒』と英語綴りにてタイプで打つ。その後、一人で映画館へ出向き、『ローマの休日』のリバイバル上映中にオードリー・ヘプバーンを見ながら息を引き取った。
佐々木 梓（ささき あずさ）
演 - 茂山逸平（幼少期：奥村紫龍、少年期：小谷力）
美月の1つ違いの弟。姉と違い、佐々木家で普通に育てられる。のんびり屋だが、勘が鋭い。幼少期に自分の家が「普通ではない」と感じていた。滝乃からは幼少期から冷遇されるも姉弟仲は良好。
本来、梓は美月に名づけられるはずの名だったが、滝乃が勝手に美月と決定したために弟の彼に命名。医学部受験を、春夫に「建築科へ行け」と反対された時には、両親が美月にかかりきりでずっと自分は一人にされていたこと、春夫に英語名をつけてもらえなかった不満を初めて家族にぶちまけた。
高校3年の夏に折り合いの悪い春夫から離れて受験勉強に専念するため、佐々木家を出、家賃5000円のアパートでアルバイトで自活する覚悟を固める。美月がアパートを訪ねるとそこは偶然錠島の隣の部屋だった。ただ間もなく春夫から「ママが元気ないねん」と謝罪され、夏休みも終わらぬうちに「愛子のために」と佐々木家に戻った。
一時は模試の成績が悪かったが、京都大学医学部に現役合格する。
大学在学中、「椿屋」に滞在した樹里のサインをねだるほどファンであった。大学の先輩からは樹里の病状をいち早く知る。
美月が「椿屋」の女将になった頃は従業員となった曜子と付き合うようになる。その様子を目撃した美月が曜子を解雇したことに対して「姉ちゃんは前の女将（＝滝乃）さんに似てきた。いつからそんな差別主義者になった」と怒りをぶつけ、曜子と別れないと反論する。
医大を卒業後、京大病院の泌尿器科医となり、京友禅の染料と膀胱癌の関連について研究し、染料が体内で発がん物質に変わることを突き止める。
交際していた曜子を捨てて、同僚である産婦人科医の萩原晶子との結婚を決める。
愛子、黒田とともに美月の帰りを待ちながら昏睡状態の滝乃の最期を「椿屋」で看取る。
平成12年時点では、京都市立西太秦病院で泌尿器科の部長を務める。
かつての春夫と同様に晶子との間に生まれた一人娘・春海をウエストサイドストーリーからとった「マリア」と英語名で呼び嫌がられているが逆に春海から「ジェフ」と呼び返されている。
吉岡滝乃（よしおか たきの）→ 麻生滝乃（あそう たきの）→ 吉岡滝乃
演 - 大竹しのぶ（少女期〈回想〉：戸田恵梨香）
美月の養母。老舗旅館「椿屋」女主人。子供のころから椿屋の跡継ぎとしての宿命どおりに育てられたが、戦後両親を亡くし、22才で女主人となった。春夫からは「滝さん」と呼ばれている。君江によれば若いころ作家の青年と交際していたが、「椿屋」を継ぐために彼を諦めた（物語後半で、その彼が麻生祐二であることが示される)。春夫を愛子と見合いさせて豪華な結婚式まで挙げさせ、「椿屋」の隣家に住まわせる。
美月が生まれると自分を「お母ちゃま」と呼ばせ、いつでも行けるように「椿屋」と佐々木家を渡り廊下で繋ぐ改築まで行い、実母の愛子から引き離して自分の子供同然に育てる。「自分のような苦労はさせたくない」という理由で、美月は「ええとこ」にお嫁に行かせると決めている。
撮影所関係者は椿屋のお得意様だが「身分が違う」と美月が接触することを嫌い、子役の晋八が美月と親しくすると仲を引き裂く。さらに、高校卒業後の美月が映画に憧れて女優を目指すと「役者とヤクザは一字違い」と猛反対する。しかし、美月が東京に行ってしまうことを恐れ、手元に置いておくために黒田にこっそり相談して美月の大京採用を後押しし、大学に休学届を出していた。美月の大京入社から1ヶ月後、酔って「椿屋」の玄関に押しかけ大声で騒ぐ先輩大部屋俳優たちに「一流の役者になってからおいでやしとくれやす」と毅然と叱責して帰らせた。
美月が錠島と交際をしていると知ると、興信所に錠島の過去を調べさせて交際に大反対する。美月と錠島を会わせないために手切れ金を渡し、美月を「椿屋」で手伝わせたりもした。それを知った美月から「私の心も錠島さんの心もお金では買えない」と手切れ金を突き返され、錠島を一層憎むようになる。
麻生と結婚する時には仕事と両立できないと旅館「椿屋」を畳むと宣言し、結果的に美月に女将を継がせてしまう。美月と梓の前では「私と春夫さんとは何もないえ」と言い続けていたが、春夫の死後、麻生が留守の時に、愛子に若い頃一度だけ春夫と男女の関係になったことを明かした。
麻生は「結婚してから、滝さんはよう笑うようになったが、よう泣くようにもなった」と語る。当初、麻生とはお互い気を遣っていたが、食事の好みなど細かな部分のすれ違いが増えるようになった。4年後の大晦日、突然「美月ちゃんが泣いてる」と椿屋に帰ってゆき、麻生と離別して5年ぶりに女将に復帰する。復帰後は俳優への偏見もなくなり、宝塚歌劇団を観劇するなど余裕も増え、美月の大京復帰も後押しした。昭和57年、年末恒例の公演に出演を控え「椿屋」に宿泊した幸太郎が合作映画の話にいら立ち、我儘をぶつけることに困りながらも対応する。幸太郎を見送る玄関で心筋梗塞の発作を起こし病院に入院。冠動脈が狭く手術が困難であることが判明。「病院では死にたない。私の場所はここ」と椿屋に戻り、美月と愛子からの介護を受けながら、女将として花尾に茶を点てたあと再び床に伏す。元夫・麻生との再会直後から昏睡状態が続き、雨の降る満月の夜に椿の花が落ちるとともに、愛子、黒田、脈を取る梓、仕事から駆け付けたばかりの美月に見守られながら「椿屋」でそのまま息を引き取る。
滝乃の死後、倒れる前の11月30日付けの遺言書が見つかり、椿屋と遺産は全て愛子と美月に譲った。
初回登場以来、和装で通していたが、麻生との結婚生活だけは洋装で過ごしていた。「椿屋」へは再び和服姿で戻っている。
宮本 君江（みやもと きみえ）→ 久保 君江（くぼ きみえ）
演 - 藤山直美（少女期〈回想〉：大橋絵里加）
「椿屋」の住み込みの下働き。8月15日生まれ。滝乃と同年齢だが、子供っぽいところがある。大雑把な面が目立つが明るく朗らか。
熊本出身。早くに両親を亡くし、祖母からは「帰って来るな」と言われて10才で椿屋に奉公に出る。滝乃からはその時以来「君ちゃん」と呼ばれて可愛がられていた。郷里では、家が貧しかったために学校に行けずに畑仕事などを手伝っていたため、読み書きが苦手。小学校に上がった美月から少しずつ字を教わっていた。
時代劇映画が大好きで、暇さえあれば近所の撮影所に見学に行っている。テレビの時代が来ると『月光仮面』や『ひょっこりひょうたん島』に夢中になる。
登園拒否していた美月のために、映画スターの真似をしたり、撮影所に連れて行ったりして美月と心を通わせる。また、助監督の杉本に恋をしてしまい、杉本へのラブレターが幸太郎の勘違いで黒田に渡る騒動に発展し、滝乃から謹慎を命じられる。
謹慎中に美月と撮影所に行ったことが滝乃に知れると、激怒した滝乃から「朝までに出て行って」と解雇される。30年ぶりに故郷の熊本県山鹿へと帰り、祖母と再会し、子供のころから念願だった燈籠踊りに参加。怒りの解けた滝乃からも許されるが祖母と暮らすことを選ぶ。それから4年後に祖母が他界し（「設定ブレ」参照)、遠くの農家へ嫁いでいった。帰郷後も美月との文通は続いていた。
夫の幸太と農協のパックツアーで京都へ来た折、自由行動の日に久しぶりに「椿屋」へ挨拶に行き、滝乃と佐々木家と再会し客として一泊する。結婚に悩む泰子に「結婚は命かけて好いた人とせな」とアドバイスする。美月にも「好きな人は杉本だけ」と打ち明けるが夫婦円満な様子で帰郷していった。

和田 泰子（わだ やすこ）→ 笹守 泰子（ささもり やすこ）
演 - 内田直
住み込みの仲居。通称「やっちゃん」。実家は綾部。
「椿屋」に出入りするエリート編集者を狙って吉村と恋仲になるも破局。住み込みをやめてアパートで一人暮しすると申し出るが、滝乃からは「高望みしても傷つくだけ。遊ばれている」と一蹴される。
滝乃が美月を錠島に会わせぬよう「椿屋」を手伝わせる企みには、「父親の具合が悪く綾部の実家に帰省」と噓に協力し、自宅待機する。
笹守との縁談に布団部屋に籠城して拒絶するが、滝乃から「君江のように一緒に暮らして育つ愛情もあるんだから」と説得され、君江夫婦の様子を見て結婚を決意。滝乃が嫁入り支度を整え、40過ぎで笹守に嫁ぐ。
その年の暮れ、酒乱の笹守から暴力を受け、嫁ぎ先を飛び出して「椿屋」に助けを求める。再び住み込みとして働きだし、泰子を迎えにくる笹守の謝罪も拒否していたが、滝乃が笹守にキツく当たり出すと気が変わり、「二度と酒を飲まない」という誓約書を書かせて笹守のもとに戻った。
滝乃の死後、高級料亭となった椿屋で客の見送りをしている。
笹守 彰（ささもり あきら）
演 - 戸田都康
仕出し料理屋「笹守」の若旦那。泰子に10年近く片思いしていた。
撮影所では時々エキストラを務めており、新人時代の美月が朝の台所に駆け込んで来たのを見ていじめを見破り、「冷や飯」とは「藁草履」のことだと教えてやる。
滝乃を通じて泰子に結婚を申し込み、めでたく結婚する。しかし、結婚後に酒乱があることが判明。泰子に暴言・暴力を繰り返し、ついに愛想を尽かされて逃げられる。シラフに戻ると「椿屋」何度も通って謝罪し、酒を飲まないという誓約書を守る条件で泰子に戻ってきてもらう。
滝乃の死から半年後に椿屋を買い取り、高級料亭「笹守」を経営する。
麻生 祐二（あそう ゆうじ）
演 - 沢田研二
小説家。神戸大学講師。滝乃の元恋人。滝乃からの呼び名は「祐さん」。
昭和22年に発表した小説『波の花』で第57回新生文学賞を受賞した有名作家。滝乃との恋に破れたあと海外で活動する女性ピアニストと結婚。夫婦でフランス滞在時に妻がニースの病院で亡くなる。
妻の13回忌ののち、1976（昭和51）年11月に講演会出演のため京都を訪れ、30年ぶりに「椿屋」に立ち寄る。滝乃と再会し、翌年にはプロポーズ。京都に戸建ての日本家屋を借りて神戸から引っ越し、滝乃と再婚して同居生活を始める。
「椿屋」の女将業と両立しても良いとの考えを持ち、何もかも捨てて嫁いできた滝乃の考え方とは次第にすれ違いが生じる。神戸で一緒に暮らす提案をするが、滝乃が京都と「椿屋」を選び、1981（昭和56）年の大晦日に黙って出て行ったことを受け、5年の再婚生活に休止符を打ち単身で神戸のマンションに戻る。
滝乃の死の直前、美月からの連絡を受けて「椿屋」に駆けつけ、御簾越しで滝乃と最後の対面をし、滝乃の気持ちを汲めなかったことを詫びると共に、出会えたことへの感謝を述べる。まだ意識のあった滝乃は「元気になったら、一緒に神戸、行こ」と語り、麻生もそれを受け入れるが、叶わなかった。
中内俊也（なかうち としや）
演 - ベンガル
「椿屋」の常連客。大京の映画の原作小説を執筆している。君江曰く「エロ（小説家の）先生」。君江の荒っぽいマッサージがお気に入りである。
黒田の依頼で幸太郎主演映画『葉隠仙鋭』の原作を書き下ろし、映画も本もヒットする。が、映画「仙鋭シリーズ」が、「完結篇」までの約7年間、人気作品として大京を支え続けたのに対し、本の方は映画の終盤期にはあまり売れなくなっていた。
その後、やはり黒田の依頼で、ムササビ銀次郎を主人公として書き下ろした『無頼人』原作本は、初版8万部という皮算用を打ったが、映画は当たらず1週間で上映打ち切り、映画パート2も幻となった。
美月が滝乃に代わって女将になると、夜中に台所から酒瓶を持ち出したり、女中部屋に入ってもみじや曜子の手相を見てやるなどと言って「椿屋」の風紀を乱す。果ては飲んだくれて宿泊部屋をめちゃくちゃに荒らしたことで美月から「これ以上、お泊めさせていただくことはできない」と言われ「椿屋」から追い出された。
花尾 武（はなお たけし）
演 - 桂米朝
「椿屋」の常連客。京都大学教授。筆記用具・原稿用紙・部屋にこだわりがある。
登場しただけでその場の空気が引き締まる、非常に風格ある客として描かれている。
「椿屋」に客として初めて泊まりに来たとき小学生時代の滝乃を知っていて、滝乃が椿の接ぎ木の手伝いをする様子を見たことがある。滝乃の点てるお薄（おうす、薄茶）を好む。
滝乃に代わって女将となった美月が中内に手を焼く様子を見て「お滝さんは客にやすらぎを与えるのも上手だったが、逗留する緊張感を与えるのも忘れなかった。それが椿屋の格」だと教えた。
女将に復帰した滝乃は亡くなる直前、花尾に最後の「お薄」を点て、花尾は「椿屋」の最後の客となった。
吉村
演 - 中川浩三
椿屋に出入りする編集者。泰子と当初交際していた。
萩原 晶子（はぎわら しょうこ）→ 佐々木 晶子（ささき しょうこ）
演 - 永田めぐみ
梓とは大学同期生かつ京大病院時代の同僚で産婦人科の医師。大学卒業時には総代を務めた秀才。
病院で泌尿器科医の梓とQOL(=Quality of Life, 手術後の生活全般のケア）のチームを組んだのをきっかけに交際を始める。結婚を前提に、佐々木家と滝乃に挨拶するため梓に連れられ「椿屋」を訪問。いきなり結婚後の同居を希望し愛子を驚かせる。
平成12年の時点では、大学病院医学部の教授として婦人科担当医師としても多忙な日々を送る。梓との結婚後は愛子の独断で2階が増設された佐々木家に二世帯家族で同居し、娘・春海を授かるが、やがて春海とべったりの愛子との関係に悩み、若い頃の愛子と同じく夫に別居を訴える。
「中々ゆっくり話す機会がなくて」と晶子の外来を訪ねた美月に、更年期のことをわかりやすく説明した。
その後、晶子も美月も仕事を持っているからこそ互いに助け合わねばならない、と目が開け、同居を続けることを選ぶ。
佐々木 春海（ささき はるみ）
演 - 大橋梓（「少女時代の美月」と二役）
梓と晶子の娘で、美月の姪。平成12年に初登場時点で11歳。小学校に通う。
明るい性格だが勉強は苦手。両親に代わって面倒を見てくれている愛子に懐き、夜は愛子の隣で寝ている。かつて祖父の春夫が美月に英語名を付けられた時と同じ形で梓から「マリア」と英語名を付けられたが呼ばれると嫌がり、梓を「ジェフ」と呼び返す。

### 大京映画撮影所
黒田 茂光（くろだ しげみつ）
演 - 國村隼
社長（後に会長・名誉会長)。1982（昭和57）年々末に69歳なので、ほぼ1913（大正2）年生まれ。かつては助監督として現場で映画を作る修業を重ねていた。
黒ぶち眼鏡とちょび髭がトレードマーク。よく「わが大京映画は永遠に不滅である!」と熱弁を振るう。映画に対する情熱は人一倍で、テレビ興隆・映画斜陽の時代にあっても、太秦の映画の灯を絶やしてはならないという使命感に燃えている。
滝乃のことは「お滝」と呼び、かつて麻生祐二の『波の花』を「華のある」滝乃を主演に撮りたいと思い、映画化権獲得交渉に何度も訪れたが、実現しなかった。
危機に直面するたびに、関川と共に雀蓮を訪れて託宣（みほとけの声）を仰ぐ。それによって、同業他社との激戦時代は新人の幹幸太郎を発掘、そして映画産業斜陽の兆候が鮮明になると、中内俊也原作・幸太郎主演の時代劇映画『葉隠仙鋭（はがくれせんえい）』をヒットさせ、何度か社運を救ってきた。
女優志願の美月に懇願され、即席のオーディションを行い「才能はあるが華がない」と評価し大部屋女優に採用する。託宣で超大作『無頼人』制作を企画する。滝乃の意向を汲み、いじめられて辞めるよう仕向けるため入社1ヶ月の美月に『無頼人』で端役を与えた。だが観客不入りで1週間で上映打ち切り、看板スターの幹幸太郎が本作主演を最後に大京を去るという痛手で会社存続の危機に直面する。このためテレビ時代劇への本格参入を決定し、古参人員の大幅削減・若手抜擢で『惨殺浪人・夢死郎』を制作。大物俳優を出演させるため、土下座したりちょび髭を剃り落としたりと自ら奔走する。『夢死郎』のヒットで一時は社運も上向きかけたが、番組に影響された殺人未遂事件が起き、立腹して記者会見を開いたことでマスコミに批判される。託宣を頼りに周囲の反対を押し切って『若侍七変化』のリメイクを断行し低視聴率に終わると勢いをなくし、ついに大京の名を残すためすべての資産を整理する決断をする。
その後、大京映画はテレビ制作会社として細々と番組制作をしていたが、春夫が持ち込んだ日米合作テレビ映画の製作に参加。が急激な円高で日本での撮影は中止となる。その作品への出演は幻となったが「斬られ役でも脇役でもいいから大京と契約させてくれ」という錠島と再契約する。その後子供向けドラマ『未来刑事ダイナー』のヒットで経営が安定すると、幹幸太郎とタイガー・ウォン（青葉城虎之介）共演の本格時代劇映画『巌流島異聞』を企画するが、幹プロが倒産し、映画制作を断念。滝乃の死後、関川に社長の椅子を譲り会長となる。
2000（平成12）年2月、杉本を社長、関川を会長、自身を名誉会長とする。高齢ながら、杉本の映画制作にアドバイスを与える。
関川 徹（せきかわ とおる）
演 - 石井正則
大京映画社員で黒田の忠実な右腕。小柄で生真面目・几帳面な独身男性。黒田からは「『しかし』が多い」と評される。早稲田大学の演劇科ではシェイクスピアを専攻していた（「設定ブレ」参照)。
美月の小学生時代、椿屋で愛子を一目見て以来、清純な片想いを続けている。美月が大部屋俳優になると、新人いじめを調査して愛子にこっそり報告していた。
大京のテレビ進出に伴いプロデューサーに任命されると杉本のサポート役になるが、脚本の残酷表現を変更させて杉本と対立したり、樹里に色仕掛けで役をねだられたりと苦労する。樹里が『夢死郎』と同時期に放送される『ポケットえりかちゃん』出演が決まると、宣伝のため錠島と樹里の交際報道を流す。
大京映画清算後も黒田・杉本とともに会社に残り、営業その他雑用で忙しくしている。春夫が出奔した際は愛子に有名店のエクレール（エクレア）を差し入れ励ました。大京が『魔境の剣士・ムサシ』の撮影を始めた頃、東京出張からの帰りに「椿屋」にタルトを手土産に愛子を訪ね、50歳になったこと、春夫の七回忌が来年であることを承知の上で愛子にプロポーズするが叶わなかった。その後は愛子と茶飲み友達となり、時々佐々木家を訪問する仲になる。
美月が映画監督を目指すため大京に復帰した時点では既に専務で、翌年黒田の意向で社長に就任。以後、ロケ弁の数もチェックするなど堅実な経営改革を続け、若手スタッフを増やし、ついに元の大京映画本社ビルに引っ越す。社長室のパソコンでは愛子の写真をスクリーンセイバーにしていた。しかし69歳になったという理由で黒田に会長に任命される。
杉本 英記（すぎもと えいき）
演 - 堺雅人
助監督（後に監督・社長）。二枚目俳優のように端麗な容姿から、君江やもみじなど、ファンが多い。映画不振の大京でテレビシリーズの監督を務めて注目される。
幼い頃からの美月をクリキン・モモケン・幸太郎とともに長年知っており、オードリーと聞いて美月を嘲笑しなかった最初の人物。また、早くから美月を時代劇や映画制作に関する話の分かる人物と認め、他の大部屋俳優のいない所で、時々美月に話題を振っていた。
テレビ時代劇では監督に就任。錠島主演で『惨殺浪人・夢死郎』を企画し、若いスタッフを積極的に起用して新しい時代劇を模索。結果『夢死郎』は高視聴率となり評価を得るが、続編『狂殺浪人・夢死郎』がお蔵入りになり、気が進まないまま『若侍七変化』のリメイクを撮ったあと、自ら希望して助監督に降格する。
錠島との恋に敗れ忘年会を抜け出した美月に「悲しみを勲章に生きろ」と勇気づけて抱きしめる。
スターとして成功したが病気を抱えた樹里から告白を受けて恋仲となり、彼女の病死まで献身的な介護を続けた。
撮影所の閉鎖を経て大京の本社移転と再スタート後も契約監督として大京に残り、紀行番組などの制作を行う。女将を一時期継いだ美月にワイドショーの「懐かしの宿」のコーナーを椿屋で撮影したいと交渉したこともあるが、結局断られた。
日米合作映画の撮影が中止になったあと、「カツドウ屋」で錠島と飲む最中に、晋八に「殺陣師のお前に何がわかる」と叫び口論してしまう。1981（昭和56）年、時代劇スペシャル『剣聖』の監督・脚本を手掛け、「椿屋」を手伝う晋八に殺陣師に戻ってほしいと頭を下げるものの、杉本にわだかまりのある晋八から「殺陣師に戻ることはできない」と断られてしまうが、スペシャル第二弾ドラマのロケで「椿屋」の玄関前を使用し、幸太郎の要望で急遽晋八を殺陣師にする。1982（昭和57）年の子供向けヒット番組『未来刑事ダイナー』シリーズでも監督を務める。
平成12年、プロデューサーを経て、黒田の意向で社長に就任すると、念願の「本編（時代劇映画）」の監督に美月を指名する。
美月の才能に早くから気付き、自分の仕事を受け継いでくれることを期待している。『MUSASHI』撮影後の美月に「支えあいながら作品を作りたい」とプロポーズしている。
幹 幸太郎（みき こうたろう）
演 - 佐々木蔵之介
大京の新鋭スター役者。父親も本人も日本舞踊早乙女流家元。高校時代に大京入りし、『若侍七変化』、『葉隠仙鋭』など多くの人気作の主演を務め、時代劇の大御所俳優へと上り詰める。クリキン・モモケンが去ってのちは一枚看板役者として大京を支えた。晋八の代役を務めた美月のことを「ダイビングミッキー」と呼んで評価している。
杉本とともに、美月の人生に多大な影響を与える。
元々視力が悪く、普段は眼鏡をかけないと近距離でも見にくい。好物はコーラで、大京卒業後はジンジャーエール。
美月が入社した頃には、黒田の仲人により結婚したばかりで、上賀茂に邸宅を構えていた。
昭和47年、映画『無頼人』での主演を最後に撮影クランクアップで大京卒業を宣言する。大京卒業後は東京に拠点を置き、舞台公演や撮影でしばしば京都に滞在し、椿屋を利用する。
杉本たちからの依頼で『惨殺浪人・夢死郎』の第1話にゲスト出演するが、挨拶しなかった錠島に対して楽屋のテントに閉じこもって撮影を中断させ、黒田の必死の土下座でようやく撮影に応じた。
昭和53年に春夫が亡くなった際には葬儀に立派な花束を送る。
昭和56年、『剣聖』主演のため「椿屋」に久しぶりに逗留し、美月・愛子・晋八と再会。美月が貧血で倒れ、晋八が看病と「椿屋」の手伝いをしている様子を見て「惚れた女は黙って見守るもの」と忠告する。美月と晋八が本当は映画の世界が忘れられないと察し、二人を偽の盗難事件などで挑発。さらに「椿屋」玄関前での撮影時には、殺陣師の下野とわざと喧嘩して晋八を殺陣師に引き戻した。
昭和57年時点で個人運営の「幹プロダクション」の社長になっている。大京から持ち掛けられた日中合作映画への出資協力に合意するが、キャスティングや内容で虎之助や大京と衝突。しかし同年末、幹プロが倒産し、事務所が差し押さえられたことで映画の話も流れる。　
平成12年時点では60代になっても俳優業を続け、舞台公演の楽屋を訪れた杉本に幹プロ倒産で抱えていた借金を完済したことを話す。18年前の日中合作映画で佐々木小次郎を演じるために特注した刀を『MUSASHI』で小次郎役に決まった息子の早乙女清に譲る。
『MUSASHI』では石舟斎役として大京映画の映画作品に久しぶりに出演する。
中山 晋八（なかやま しんぱち）
演 - 仁科貴（少年期：柴田光）
撮影所で子役を務める少年。太秦商店街に住む。当初、撮影所に来た美月を邪魔者扱いしていたが、やがて打ち解けて親友となる。「椿屋のオカン」の滝乃からは「釣り合わない」と嫌われ、君江からは「便所のたわし」と呼ばれていた。母を早くに亡くしている。
全く泳げず、『葉隠仙鋭』のロケで川に飛び込むシーンでは付き人として連れてきた美月に代役になってもらう。『葉隠仙鋭』シリーズでは長らく子役の千吉役を務めていたが、完結編では「芝居が下手」という理由で降板させられている。
成長してからは大部屋俳優となり、本業以外に父の経営する「カツドウ屋」を手伝ったり、大部屋では昼食用のおにぎりも売って稼いでいる。新人の美月を「付き人だった」としていじめから庇うが、もみじたちには逆らえず、時にいじめに加担させられてしまう。
美月が錠島と恋仲になっても美月を守るために奔走する。
監督になった杉本から殺陣を指導する殺陣師に指名され、泣く泣く役者の道を諦め、19歳で殺陣師に転向。以後、厳しい態度で若手の俳優と女優に数々の特訓を行う。
『夢死郎』の脚本会議にも参加し、虎之助と寛次郎の特技を生かした役や必殺技を考案。「痛みのある殺陣」にこだわり、それまでの斬るふりだけの殺陣から、斬られ役の体に新聞紙を仕込み実際に模造刀を体に当てる殺陣を考案する。『夢死郎』最終話では自分の殺陣に従わない錠島に激怒するが、撮影続行のため、やむなく土下座で謝罪した。
大京凋落後は東映映画村のステージ（通称「金魚鉢」）の時代劇ショーで食いつなぐが、撮影所の閉鎖後は「カツドウ屋」の手伝いに専念していても殺陣師として生きていこうと決意している。既に落ちぶれて金に困った錠島と3年ぶりに「カツドウ屋」で再会した際には「2度と美月の前に現れるな」と釘を刺して一万円札を渡す。
父親が入院したもみじに代わって「椿屋」の下働きとなり、慣れない仕事に奮闘。変わらず美月に惚れこんでおり、「『無法松の一生』のように指一本触れず支え続けたい」と思っている。
幸太郎主演ドラマが「椿屋」玄関前で撮影の際に、幸太郎の要望と美月から「椿屋」の下働き解雇を受けて殺陣師として復帰する。
殺陣師のみならず、子供向け番組『未来刑事ダイナー』ではアクション指導も担当。
杉本と同じく大京の時代劇映画復活を強く希望している。『MUSASHI』構想で悩み、酔って「うどん屋の女房になろうか」と弱音を吐く美月に木刀を打ち込み、「自分の殺陣がなくてもいい、お前の武蔵を描け」と叱咤激励した。
1度だけ川谷拓三（仁科貴の実父）の物真似を披露した。
錠島 尚也（じょうじま なおや）
演 - 長嶋一茂
大部屋俳優。通称「ジョー」「噛ませ犬のジョー」。無口で楽屋ではほとんど口をきかない。戦後の混乱期に生まれ（父親は不明）、乳飲子だったときに古井戸の側で実母に置き去られたときに通りかかりの警官に拾われる。横浜の養護施設で育つが、施設からの脱走や窃盗を繰り返した末に神戸の少年院に入れられ、地獄のような生活が嫌で二度も脱走したことがある。錠島尚也は芸名で、施設で付けられた本名古井潔（ふるい きよし）は古井戸の側で見つかったことに由来するが、出生時の名前や生年月日は長らく不明だった。
少年院を出所したあと、18歳で大京ニューフェイスとして入社。スター候補として主演映画も決まっていたが、企画が流れて大部屋俳優に落ちぶれる。他の大部屋俳優と馴染もうとしないが、映画に対する情熱はあり、幸太郎や晋八には理解されている。
一時期美月とは恋仲になるが、生来の人間不信から美月を突き放したり、突然会いに来たりと不安定な態度を繰り返して美月を翻弄。
幸太郎が大京を離れたのち、テレビ時代劇『惨殺浪人・夢死郎』で主役の善四郎（夢死郎）に抜擢。撮影中、主役としての面子にこだわって周囲と衝突。関川の策略で樹里との交際報道を流され、美月を動揺させるが「オードリーのことは（精神的な支えに）利用した」などと平然としていた。しかし、『惨殺浪人・夢死郎』に影響された傷害事件の影響で続編『凶殺浪人・夢死郎』がお蔵入りになり、急遽主演させられた『若侍七変化』はキャラに合わずに低視聴率に終わる。
番組終了後は大京を退社して上京。美月たちとも連絡が取れなくなり、刑事ドラマの犯人役などの端役で見かけるだけになった。
撮影所閉鎖の半年後、落ちぶれた姿で3年ぶりに京都に現れる。「椿屋」の前で再会した美月に金をせびり、久しぶりの会話で「別れたことを後悔した」などと言うが、結婚する気のない美月からは「やり直さない」と返される。大京の事務所にも顔を出し、「自分の主演映画を撮れ」と迫り、杉本から「今のジョーには魅力がない」と断られる。
大京・春夫・リチャード佐々木が制作に関わる映画の主演として再度チャンスに恵まれ、美月と客として「椿屋」で再会し久しぶりに話す。撮影中止後、「役者として続けてほしい」と美月から説得され、黒田に「斬られ役でも脇役でも構わないから大京に置いてほしい」と頭を下げて大京に戻る。
昭和56年、大京が手掛けるテレビ時代劇スペシャル『剣聖』にて、脇役の浪人役で時代劇に復帰し、性格が丸くなったといわれるようになる。昭和57年4月に放送スタートした『未来刑事ダイナー』では主役兼スーツアクターを務め、子供にも人気が出るが、本人は仕事と割り切っており、時代劇ができないことにいらだっていた。美月とはそのことを巡り口論し、美月から「生い立ちのせいにしないで」と言われる。
大京映画の次の企画『魔境の剣士・ムサシ』撮影前に突然姿を消す。実母からの手紙で実母の生存と出生時につけられた名前は小池正幸（こいけ まさゆき）で昭和22年11月10日生まれだったことが判明する。
神戸の港で荷運びの仕事をしていたところを美月に発見され、台本を渡され説得される。子供向けの作品に乗り気でなかったが、撮影当日スタジオに戻り関係者を安堵させる。
神戸にいる間に実母・正子の入院する病室を探し当てていたが、生後45日の自分を捨てた正子を恨み会わずにいた。『ムサシ』放送が始まった10月、美月から正子が危篤と知らされ、当初拒否したものの美月と神戸の病室で正子と対面し最期を看取る。
施設にいた頃から宮本武蔵に強い思い入れがあり、美月の監督映画のオーディションで、50代にして念願の主役の武蔵役を射止める。
『MUSASHI』の最終カット中では涙を流すが、撮影終了後は初めて笑顔を見せる。その後「美月を諦めない、俺だけの監督になってくれ」とプロポーズしているが、美月に断られている。
栗部 金太郎（くりべ きんたろう）
演 - 舟木一夫
「クリキン」の愛称で親しまれている大京のスター俳優。本名は加藤守（かとう まもる）。京都の東山に豪邸を建てていたことから「東の御大（おんたい）」とも呼ばれていた。サ行の滑舌に難があるが、それが逆に大衆受けしている。手品が得意で、登園拒否をしていた幼い頃の美月を撮影所で温かく迎えた。
NHK大河ドラマ『太閤記』への出演依頼を黒田が勝手に断ったことに激怒、以前から考えていたフリー宣言を黒田に突き付けて大京を去る。
しばらく話題にのぼらなかったが、『惨殺浪人・夢死郎』の最終話にゲスト出演。錠島の不満を受け、最後の一太刀だけ体に当てる殺陣を行った。
大京で活躍していた頃から女遊びも華やかだったが、虎之助のことは黒田に教えられるまで知らなかった。
昭和56年時点では71歳。仕事がなくなり、正妻に先立たれたあと、偽名でアパートに一人暮らしして人目を避ける生活をしていた。親子として再会した虎之助に俳優復帰を勧められるが、「燦然と輝いたあとはその光があるうちに銀幕を去れ」と独自の美学を語り復帰を断る。
平成12年時点で既に故人。虎之助が映画『MUSASHI』の選考オーディションで語っている。
桃山 剣之助（ももやま けんのすけ）
演 - 林与一
「モモケン」の愛称で親しまれている大京のスター俳優。テレビ出演などの幅を広げるため、クリキンとほぼ同時期にフリー宣言をして大京を去った。
テレビドラマ『惨殺浪人・夢死郎』第4話には偽の銭形平次役でゲスト出演が決まる。だが、本物の銭形役が無名俳優役なのに激怒して「格が釣り合う俳優を連れて来い」と要求。黒田がちょび髭を剃り落として銭形の扮装をすると感激して撮影に同意した。
「東の御大」に対し、鴨川に居を構えていることから「川の御大」とも呼ばれていた。
雀蓮（じゃくれん）
演 - 三林京子
占いが得意な謎の尼僧。黒田からたびたび相談を受け、託宣（みほとけの声）で会社経営のアドバイスをしている。
時々占うことができないことがあり、その際は思わせぶりな例え話でごまかす。
若い頃は丸京デパートの売り子で、クリキンの追っかけファンだったが、深い仲となり妊娠。黒田と滝乃の配慮で子供（後の虎之助）を極秘出産し、出家して尼となってから霊能力を授かり、大京を占っていた。
虎之助が香港に行くと還俗し、結婚式場の花嫁の着付けをしていたが、息子の帰国を察知して椿屋を訪ね、クリキンの近況と住所を教える。息子は香港にいたほうが良いとの理由で虎之助が帰国しても直接顔を合わせず、父子の対面も庭先から見守った。最初は虎之助から香港の豪邸での同居を勧められたが断り、その後は京都のマンションでの同居も断っている。
青葉城 虎之助（あおばじょう とらのすけ）
演 - 菊池隆則
大部屋俳優。錠島のライバル。愛称は「トラ」。短気だが熱血漢。空手が得意な悪役志望の役者。
実は金太郎と雀蓮の隠し子。出家した母・雀蓮に代り、祖父母（雀蓮の両親）に育てられたが、2人が相次いで亡くなると、雀蓮が黒田に懇願し、16歳で大部屋俳優となった。本名は虎吉だが、17歳での斬られ役初出演作品にちなみ、黒田がこの芸名をつけた。
顔は二枚目だが、メイクをすると残忍な顔になる。演技は下手。一方、殺陣は上手く、斬られ役としては一流。「千回死ぬこと」を目標にスターに斬られまくっている。そのときにできた背中や腹の切り傷が沢山あり、「これは東の御大」「これは川の御大」と自慢している。
若手女優の樹里に利用されながらも彼女に想いを寄せていた。『惨殺浪人・夢死郎』では夢死郎の相棒の瓦版屋・早耳慎吾役に抜擢される。樹里が東京での『ポケットえりかちゃん』の主役代役オーディションのため上京して号泣したが、晋八に喝を入れられる。続編の『凶殺浪人・夢死郎』では寛次郎の引退に伴い降板させられ、付き人などをこなす。
黒田から香港行きを勧められて悩み、10歳以来会っていなかった実母・雀蓮を美月・晋八と共に訪ね、実父がクリキンであることを知る。黒田が「椿屋」でクリキンと対面させようとするが、美月を通じてクリキンに果たし状を渡し、香港行きを前に初めて親子として撮影所閉鎖前日の最後のオープンセットで時代劇コスチュームで殺陣共演を果たす。
樹里への気持ちは変わらなかったものの、彼女の病死により叶わぬ恋となった。
香港に渡ってからは「タイガー・ウォン」の芸名でカンフー映画に次々出演。最初は殴られ役や悪役が多かったが、初主演の『吠えろタイガー』で一気に国際スターとなる。同映画の日本封切に合わせ一時帰国、椿屋で晋八や大部屋仲間、雀蓮と再会し、再びクリキンとも対面する。再び来日したときは大京から失踪した錠島の代役として『ムサシ』主演を引き受けるが、錠島は必ず帰ってくると確信しそのとおりになった。
大京が持ち込んだ『巌流島異聞』出演にあたって、クレジットを「青葉城虎之助」にすることやキャスティングに口を出し、幸太郎と間接的に衝突する。
雀蓮から預かった自分の浴衣を届けてくれた滝乃が届けてくれたとき、滝乃の体調の優れない様子を知り美月に滝乃の様子を伝える。『巌流島異聞』制作が頓挫したと聞くとその日のうちに香港に戻った。
その後、香港での人気が落ちると帰国し、再び大京の俳優部に所属し、美月の映画オーディションに最終審査まで残り、『MUSASHI』では吉岡伝七郎役を演じる。
二階堂 樹里（にかいどう じゅり）
演 - 井元由香
ニューフェイスで入社した若手女優。錠島と同じく大部屋の役者になっている。美月に新人の仕事や「衣装取り」について教える。自分の名前を売って有名になるために競争率が少ない大京へ入社した。時代劇や他の女優らを嫌っているが、美月にはやや好意的に接する。虚言癖があるようで、既婚者の幸太郎と交際していると打ち明け、美月を驚かせる。
女優として成功するべく関川・錠島・杉本に次々媚びを売り、自分に想いを寄せる虎之助に錠島と美月を襲うように唆す。
『惨殺浪人・夢死郎』の駒役が美月に決定して愕然とするが、関川から東京のテレビ番組の主役代役オーディションを紹介され、即日上京。子供向け番組『ポケットえりかちゃん』の主役を掴んで成功。関川の策略で錠島との交際報道を流されると、錠島のマンションに堂々と出入りする。
夢死郎の続編『凶殺浪人・夢死郎』の第1話にゲスト出演した際は付き人に美月を指名。錠島のことは「本当は好きではないが、かしづかせたい」「『椿屋』の滝乃もかしづかせたい」と暗い野心を打ち明ける。
テレビ女優として売れっ子になり、主演ドラマのロケで3年ぶりに京都に戻った際に「椿屋」に宿泊。美月や杉本に上京を勧めるも、京都滞在中に脳動静脈奇形が判明。入院手術を拒否して撮影を続行。その間に杉本に告白して濃密な時間を過ごすが、京都ロケ終了直後に倒れる。手遅れのために手術ができず、杉本に看取られながら、大京撮影所最後の日に早逝する。
朝倉 もみじ（あさくら もみじ）
演 - 三田篤子
古参の大部屋女優。かつては将来を嘱望されたニューフェイス。20歳の時の『嵯峨野の姉妹』が生涯唯一の主演作で（本人曰く「B面映画（＝併映用映画)」）、この中であさひと共演している。
大部屋俳優たちのボス的存在で、男優たちも逆らえない。過去に錠島にちょっかいを出して拒まれたことがある。
入社したての美月に恒例の新人いじめを行う。美月が『無頼人』の端役になると、酔った大部屋俳優たちと「椿屋」に押し掛けるが、滝乃に厳しく断られ追い返される。また、撮影本番ではあさひとテグス糸を張って美月を転倒させようとしたが、錠島の機転によって失敗に終わる。
美月へのいじめをやめるように懇願した晋八には「惚れているのか」とからかい、「有望な芽やから潰す、それがうちの女優哲学」と言い放つ。
一時的に美月へのいじめの手を緩めたが、昭和47年夏、大京の古参組リストラ策の一環として指名解雇（指名契約解除）されてフリーになる。その時「日舞もできる、殺陣もできる、馬にも乗れる。朝倉もみじは負けへんでー！」と、悔しさをにじませる。
フリーになると、早速東映制作のテレビドラマへのレギュラー出演を果たす。『凶殺浪人・夢死郎』では夢死郎の相棒・お甲に抜擢され、大京の撮影所に堂々と帰還する。ドラマはお蔵入りになったが、その後も大京で端役を務めていた。
大京閉鎖後はロクさんと事務所「六プロ」を立ち上げ、エキストラ出演する大部屋俳優・女優を育成する。
美月が滝乃に代わって「椿屋」の女将になると、「椿屋」で従業員として働く。
父親も祖父も京友禅の手描き染め職人。祖父は膀胱癌で亡くなっており、父親も膀胱癌で入院。兄も同じ職業で癌にならないか案じており、梓の研究用に友禅の染料を提供する。
美月を映画界に戻そうとする幸太郎の企みに協力し、椿屋で偽の盗難騒動を起こす。
滝乃が心筋梗塞で亡くなった後、「椿屋」を買い取った「料亭 笹守」で引き続き従業員として働く。
『MUSASHI』では女優業に復帰して老女の本位田お杉役を老けメイクで演じる。
山野 あさひ（やまの あさひ）
演 - 山口智恵
大部屋女優。5歳上の先輩・もみじを「もみじ姉さん」と呼んで慕っている。
太秦商店街では実家が漬物屋「山野屋」を営んでおり、「カツドウ屋」とは隣同士である。
幸太郎の追っかけファンで、幸太郎を「幸（こう）様」と呼んでいる。自宅部屋や楽屋ではプロマイド写真や切り抜きなどの幸太郎グッズで溢れており、幸太郎が大京を去ると分かると「カツドウ屋」でヤケ酒を飲みながら大泣きしていた。
ドラマ撮影で幸太郎が椿屋に宿泊していることを知ると、毎晩猫の鳴き声を真似して椿屋の前で幸太郎の気を引こうとする。『夢死郎』で幸太郎と念願の共演を果たすが、本番でニヤついてNGを出し、幸太郎から「役者をやめたら」と言われてしまう。
やがて寛次郎と親密になり、捻挫したまま危険な飛び降りをやらされる寛次郎のシーンに割って入り、想いを告白して寛次郎とともに引退、結婚。
『凶殺浪人・夢死郎』祝賀会に顔を出し、妊娠を報告する。その後は寛次郎の間に子沢山に恵まれ、夫婦で実家の漬物屋を手伝い、映画村での出張販売も行う。
美月が「椿屋」の女将を継ぐと、寛次郎とともに太秦名物の「あさひ漬け」を朝食に提供するよう売り込むが、「椿屋」の方針を重んじた美月から断られる。
息子3人を育てながらハラカンと漬物屋を切り盛りし続けるが、一度辞めた俳優の道にまた戻りたいと言ったハラカンに思わず「離婚や－!!」と叫ぶ。離婚こそしなかったものの、ハラカンは大京復帰後は口をきいてもらえぬ日々が続いた。昭和57年に幸太郎が「椿屋」に泊まりにきた時点では子供は5人となり両親の面倒をしながら子育てと店番に追われていた。
「あこがれの幸様」の鶴の一声で、夫の大京復帰を受け容れる。
岬 曜子（みさき ようこ）
演 - 岡田薫
大部屋女優。美月より1歳年上。日本舞踊の名取であり生け花は師範。和服の着こなしが上手い和風美人。惚れやすい。強い者に逆らわない性格で、もみじらと美月の新人いじめに加担していた。
実家は京都で古道具屋を営んでいる。『凶殺浪人・夢死郎』で夢死郎の相棒・お雪に抜擢されるが、放送されずにお蔵入りになってしまう。
大京閉鎖後は「六プロ」に所属する。着物の着こなしや作法を美月に買われ、もみじと共に「椿屋」の従業員として働く。梓と恋に落ち、「椿屋」の庭で密会しているところを美月に目撃され、交際が品位を落としているという理由で一時解雇される。
梓に連れられて佐々木家で食事をしたときに初対面の春夫から「ソフィア」と名付けられた。
美月と晋八がそれぞれ大京に復帰すると、滝乃に「椿屋」に呼び戻され再び従業員として働く。梓と晶子が一緒に「椿屋」を出る様子を目撃し、自分が二股をかけられていると知る。滝乃に「振られた側にも魅力が失せたという責任がある」と忠告され、梓から静かに身を引いた。
滝乃の死後は、もみじとともに「料亭 笹守」で引き続き従業員として働く。
夢 小春（ゆめ こはる）
演 - 長瀬有紀子
大部屋女優。生まれも育ちも太秦。サラリーマン家庭で育った。長い物には巻かれる典型的タイプ。
幸太郎に会えると思って大京へ入社した。楽屋では浴衣の代わりにワンピースを着ていることが多かった。
大京閉鎖後は「六プロ」に所属する。
武智 里子（たけち さとこ）
演 - 平井三智栄
大部屋女優。日本映画を専攻する女子大生。時代劇女優に憧れて大京入りした。
実家は大阪の豆腐屋。世渡り上手なため、もみじ・あさひグループに上手く溶け込んでいる。
大京閉鎖後は「六プロ」に所属する。
原田 寛次郎（はらだ かんじろう）
演 - 腹筋善之介
大部屋俳優。晋八や虎之助とよくつるんでいる。愛称は「ハラカン」。「九州の小島で5歳まで猿に育てられた」らしく、本人曰く「日本語が苦手」。ムードメーカー的存在。
芝居は下手で読み書きも苦手だが、身のこなしが軽く、危険なアクションシーンやスターのスタントを専門に演じて重宝がられている。
『惨殺浪人・夢死郎』では個性を生かして中国棒術の達人・チャン役に選ばれる。最終話で捻挫しながらも2階の屋根から飛び降りるスタントに挑戦するが、寛次郎を案じて屋根に上ってきたあさひと思いを伝え合い、そのまま俳優業を引退。
引退後はあさひの実家の漬物屋「山野屋」を手伝い、映画村で自ら命名した「あさひ漬け」を販売する。子宝にも恵まれるが、引退から9年半後、カツドウ屋で昔の仲間たちと話している時、血が騒いで「俺、テレビ出たい!」と宣言。大京に復帰し、「ダイナー」の相手役の怪獣になり、『魔境の剣士・ムサシ』ではムサシの敵役の妖怪・サボテン役を演じる。
『MUSASHI』の選考オーディションに応募したのち、宝蔵院胤舜役を演じる。
岩手 千代蔵（いわて ちよぞう）
演 - 松永吉訓（まつなが よしのり）
大部屋俳優。馬面の顔立ちから愛称は「ウマ」。
殺陣が得意なため、斬られ役として重宝がられている。
撮影所での付き人は一流で、クリキン・幸太郎の雑用係も兼ねる。
美月が監督をする『MUSASHI』のオーディションでは参加者の早乙女清への斬りかかり役を務めた。
力石 勲（ちからいし いさお）
演 - 明楽哲典
大部屋俳優。一般のサラリーマン家庭で育った。愛称は「リキ」。
トンボ切りなどのアクロバティックな殺陣が得意。
大京閉鎖後は「六プロ」に所属。スターになった虎之助が凱旋してきたときには付き人として帰って来る。
『魔境の剣士・ムサシ』ではコジロウ役を演じる。
木村 拓蔵（きむら たくぞう）
演 - 岡田友孝
大部屋俳優。小太り気味で首がないのが特徴。愛称は「お地蔵さん」。死体専門に演じる。
妻子持ちで妻は看護婦。毎日愛妻弁当を持参している。
昭和47年夏、もみじ・六兵衛と共に大京を指名解雇された。その後、布団や健康食品のセールスマンに転身し、「カツドウ屋」に集まるかつての仲間たちに布団の売り込みに来ていた。
大京の事業規模縮小後は大部屋俳優に復帰し、晋八と映画村のショーに出演。撮影所閉鎖後は「六プロ」に所属する。
高松 佐助（たかまつ さすけ）
演 - 西村正樹
大部屋俳優。
撮影所閉鎖後は「六プロ」に所属。マネージャーも兼務し、大京の事務所に小春とともに売り込みに来ていた。
村木 六兵衛（むらき ろくべえ）
演 - 夢路いとし
古参の役者。愛称は「ロクさん」。
昭和47年夏、もみじ・お地蔵と共に大京を指名解雇される。フリーになると他社の映画の端役を務めるようになる。
撮影所の閉鎖後、もみじと2人でエキストラのプロダクション「六プロ」を起こし、大部屋の俳優と女優たちを所属させている。
（役名クレジットの無い男優）
演 - 福本清三
第12回、君江と小学5年の美月が代役を頼まれた作品（「若侍七変化 風車の巻」）の撮影場面に登場。「ショバ代を出せ」と2人を刃物で脅しているところを、幸太郎に帯を斬られる。番組クレジットは役名が無く演者名のみ。第13回の映画再生場面でも登場。
（殿様役の男優）
演 - 中島らも
第43回、映画撤退を決めた大京の最後の映画（日高監督の大京時代最後の作品でもある）のクランクアップシーンに出演、もみじと共演。番組クレジットの役名は「殿様」。
日高 良彦（ひだか よしひこ）
演 - 多賀勝一
大京映画のベテラン監督。
長年に亘り大京で監督を務めてきたが、昭和47（1972）年夏、映画撤退を決めた大京最後の映画のクランクアップを以て大京を去る。その時、黒田から渡された花束を地面に叩き付けてリストラされる恨み節をぶつけた。
その3年後には、契約監督として大京に復帰しており、資産整理直前までテレビ時代劇の監督を務めていた。
加納 司（かのう つかさ）
演 - 南谷峰洋
演出助手。第30回より登場。美月が高校卒業式後、6年半ぶりに撮影所を訪れた時、撮影中の杉本からビシビシと指示を出されていた。
杉本が監督に就任したと同時に助監督を務める。
奥谷 琴子（おくたに ことこ）
演 - 水野麗奈
結髪担当。大京の小道具さんの娘。愛称は「琴ちゃん」。髪合わせからメイクまで上手くこなす。
虎之助に惚れており、撮影所閉鎖後に香港に行くことが決まった彼を追いかけるように香港に渡った。その後の消息は不明。
宮永 良一（みやなが りょういち）
演 - 白川明彦
撮影担当。愛称は「宮さん」。撮影所閉鎖後、虎之助について香港に渡る。その後帰国し、スペシャルドラマで大京に復帰した。
美月が映画監督として手掛ける『MUSASHI』でも撮影担当として参加する。追加シーンが予算超過でセットを組めないと聞くと、カメラワークを工夫して役者と地面と空しか映らないシーンを撮り「この年で35ミリふらせてくれただけでありがたい思てる。どんな絵でも撮ったるからええ芝居考え」と美月を励ました。
新里 隆（にいさと たかし）
演 - 鍋島浩
照明担当。愛称は「里さん」。撮影所閉鎖後、虎之助について香港に渡る。宮永と同じくスペシャルドラマで大京に復帰した。
美月が映画監督として手掛ける『MUSASHI』で照明担当として参加する。
榊原 紀代麿（さかきばら きよまろ）
演 - 麿赤兒
衣装担当。愛称は「マロさん」。いかつい見た目をしているが、新人の美月に「『頑張る』言うな。プロなら頑張るのは当たり前」「撮影所は勉強するとこやない。勉強したいなら学校へ行け」と言い、頼りになる大人としての存在感を見せる。
美月曰く「優しいが、言うことはパパ（＝春夫）以上に難しい」。
大京リストラの対象にはならず『惨殺浪人・夢死郎』の企画会議中はキセルでタバコを吸っていた。
野村 嘉一
演 - 下元年世
大京の脚本家。急ぎの脚本の時はよく「椿屋」に缶詰にさせられていた。黒田・中内・関川と『葉隠仙鋭』『無頼人』の打ち合わせを「椿屋」で行う場面が多くあった。
岩本 亮佑（いわもと りょうすけ）
演 - 朝倉伸二
『惨殺浪人・夢死郎』の脚本家。斬新な演出を考案する杉本・晋八と残酷表現を除去させる関川の板挟みになり苦しむ。
大介（だいすけ）
演 - 平口泰司
大京の撮影スタッフ。
下野 隆五（しもの りゅうご）
演 - 上野隆三（『オードリー』殺陣指導を兼任）
大京のベテラン殺陣師だったが、昭和47（1972）年夏の古参組リストラ策により解雇されフリーとなる。昭和56（1981）年のテレビ時代劇『剣聖』では、殺陣師休業中の晋八に代り、久しぶりに大京作品を担当。その後続作品の同年大晦日のロケでは、晋八復帰のために、幹幸太郎と裏で示し合わせて、幸太郎の注文に腹を立てて現場を中座するという大芝居を演じた。その見返りに、翌年から幹プロダクションで働く。
原田 欣二（はらだ きんじ）
演 - 腹筋善之介（原田寛次郎と二役）（少年期：青木雅大）
ハラカンとあさひの次男。平成12年時点では既に成人し、大京のスタッフとして監督の美月の仕事を支えている。帽子と眼鏡がトレードマーク。
映画『MUSASHI』の書類選考中にハラカンが応募していることを知り頭を抱える。
早乙女 清（さおとめ きよし）
演 - 佐々木蔵之介（幹幸太郎と二役）
幹幸太郎の息子。父親そっくりの容姿を持つ。芸名は早乙女流から。東京出身。
幸太郎が幹プロ倒産の報道で騒がれたあと学校ではいじめを受けた経験があり、俳優業と借金完済で必死な幸太郎とは新人俳優デビューするまでしばらく不仲。そのうえ両親から甘やかされて、生意気なお調子者に育つ。
20代で就職活動が上手くいかなかったときに、映画『MUSASHI』オーディションを知り幸太郎を超える俳優になろうと応募。最終審査で満場一致で佐々木小次郎役に選ばれたあと、晋八からの殺陣の特訓や筋トレに挑み小次郎役を演じきる。

### その他
広井 均（ひろい ひとし）
演 - 桂吉朝
NHK職員。大河ドラマ『太閤記』のキャスティングに際し、信長役にクリキン・光秀役にモモケンを配すべく大京に出演交渉に訪れたが、黒田に「電気紙芝居ごとき」と、本人たちに会えぬまま追い返された（第17回）。
中山 八郎（なかやま はちろう）
演 - 佐川満男
晋八の父親。太秦商店街では昔から大部屋俳優やスタッフたちの出入りするうどん屋「カツドウ屋」を営んでいる。店では酒も出すので大部屋俳優たちが居酒屋代わりに利用している。早くに妻を亡くし、男手一つで晋八を育てあげた。
時々店を晋八に任せ、隣の漬物屋（あさひの実家）の主人と将棋を指している。
撮影所閉鎖後は晋八にもう殺陣師を諦めるよう諭し、殺陣師の道を捨てられない晋八を心配する。
麻生との結婚で女将を引退した滝乃が久しぶりに「カツドウ屋」でうどんを食べに来た際、かつて幼馴染で遊び仲間だったことが明かされる。彼女の両親から親しくなることを禁止されるまで、滝乃は「カツドウ屋」にうどんを食べに来ていたとも話した。
平成12年の時点で殺陣師の晋八とともに親子で「カツドウ屋」の営業を続けているが、既に老年で、客からの注文品を聞き返すほど耳が遠くなっている。
宮本 スエ（みやもと すえ）
演 - 津島道子
君江の祖母。両親を亡くした孫の君江を育てていたが、極貧生活のため泣く泣く京都に奉公に出す。この時「帰ってきたらいけん」と言って別れたため君江は二度と熊本に帰れないと思い込んでいた。椿屋を出て来た君江と30年ぶりに再会する。再び君江と一緒に暮らし始めたが、その4年後に（「設定ブレ」参照）他界。17歳になった美月が久しぶりに山鹿を訪れた時には、スエと君江の家は既に取り壊されて跡形もなくなっていた。
リチャード 佐々木（リチャード ささき）
演 - トロイ
春夫の甥にあたり、米国育ちの日系2世。日本語は話せるが関西訛りが強い。宮本武蔵をこよなく愛する。父親は春夫の兄で、米国で花屋を営んでいる。
ベトナム戦争に従軍し、昭和47年夏、2週間の休暇を利用して初めて京都の佐々木家を訪れた。戦争の悪夢と死への恐怖に苦しむが、晋八演出のチャンバラを見て元気づけられ、沖縄の米軍基地に帰って行った。
復員後、TV局「ABS」のディレクターとなり、米国の100年に亘る極東侵略の歴史を描いた日米合作テレビ映画『侵略 invension』の企画を立ち上げる。黒船来航シーンを日本で撮影するために春夫の誘いで来日し、大京の事務所にて黒田・関川・杉本と対面する。しかし、本社からの日本ロケ中止の命を受けて帰国した。
久保 幸太（くぼ こうた）
演 - 桂南光
君江の夫でスイカ農家。器量は悪いが純朴な中年男性。1972（昭和47）年夏、君江とともに農協ツアーで京都へ行った折に初めて「椿屋」に宿泊する。熊本から持ちこんだスイカを差し入れした。
樹里の付き人
演 - 田渕由賀
朝倉 武雄（あさくら たけお）
演 - 髙田次郎
もみじの父親。京友禅の手描き染め職人。
原田 進一（はらだ しんいち）
演 - 栗原卓也
ハラカンとあさひの長男。家族で『未来刑事ダイナー』を見ていた。欣二と健三とともに錠島からのサインをTシャツに書いてもらい喜ぶ。
原田 健三（はらだ けんぞう）
演 - 大久保美輝
ハラカンとあさひの三男。
ドラゴンシン
演 - 松田優
香港映画の俳優。タイガー・ウォン(虎之助)主演映画『吠えろタイガー』では虎之助と1対1でカンフー・アクションを繰り広げる。
小池 正子（こいけ まさこ）
演 - 島村晶子
錠島の実母。戦争で家族を失い、戦後にビアホールの女給として生計を立てていた。ビアホールで知り合った男性客の子を妊娠し、正幸（のちの錠島）を出産。母一人子一人の生活は厳しく、二人とも栄養失調になりかかり、生きる望みを失いかけたときに見回りの警官に託すつもりで乳飲み子の錠島を古井戸の側に置き去りにする。それ以来、密かに錠島を見守り続けていたが、錠島が施設を脱走して消息不明になったのを案じていた。
錠島が大京に入社し俳優になって以来、錠島の出演ドラマをいつもテレビで観るようになるが、大京に復帰した錠島が『未来刑事ダイナー』シリーズで活躍した時点で既に病を患う。神戸市内の病院で入院生活を送りながら、自分が生みの母親だったことと、生活苦により乳飲み子だった錠島を捨てた事情やその後のことなど錠島への手紙に書いた。美月が見舞いに来たあと病が悪化し危篤となり、病室で寝ているときもダイナーの写真立てを握りしめていた。美月に連れられた錠島とは30年以上越しに親子で再会し、手紙を破られた直後に息を引き取る。亡くなった3日後、美月と錠島の二人によって荼毘に付され、遺骨は京都のアパートに引き取られた。
源次郎（吉岡一門の大将の少年）
演 - 岩井大
『MUSASHI』一乗寺下がり松で、武蔵から斬られる撮影場面に登場。
伊織
演 - 柴田光（「少年時代の晋八」と二役）
『MUSASHI』最終カットの、流れ橋上でのロケ場面に武蔵と共に登場。
春海の友達
演 - 大橋絵里加（「少女時代の君江」と二役）
最終回、映画『MUSASHI』の試写会場面にのみ登場。春海の隣の席で作品を見る。

## 用語・設定

### 椿屋
京都太秦の老舗旅館。一階の「霞の一番」 「雪の一番」 、二階の「霞の二番」の三部屋しかない小さな旅館だが、女主人の滝乃の行き届いたもてなしで、作家や芸能人に愛されており、近所にある大京映画は幹部社員の会議や制作会議に利用している。滝乃は客から「女将」と呼ばれることもあるが、「椿屋に主人はいても女将はいない」と言う考えで従業員から「奥さま」と呼ばれ、常連客からは「お滝さん」「お滝」と呼ばれる。板前は雇っておらず、朝食や飲み物は従業員が用意するが、夕食や宴会の食事は仕出し屋「笹守」から取り寄せる。
格式と品位を重んじ、昔からの常連客を大事にし、予約なしの飛び入りはお断り、などの伝統を守っている。TVのワイドショーの「懐かしの宿」コーナーに椿屋を出したいという杉本の依頼も、「ほかのお客様に迷惑がかかる」「椿屋は宣伝はしない。宣伝無しでも来て下さる昔からのお客様を大切にしたい」と女将時代の美月に断られている。
客室のほか、茶室、檜の浴槽の浴室（小ぶりで、共同浴場サイズではない)、台所、滝乃のプライベート空間でもある帳場、布団部屋などがある。君江は簡素な女中部屋で寝起きしていた。
建物の構造などは部外者には分かりにくく、「玄人の泥棒が一番嫌うタイプ」と京都府警のお墨付きである。
リネン類（浴衣とシーツ）の洗濯とアイロン掛けは長年女中たちが旅館内で行っていたが、滝乃の結婚後の1977（昭和52）年夏には、愛子の忠告を容れて美月がリースに切り替えた。
滝乃は出戻った1982（昭和57年）の春には客室にテレビを入れているが「昔やったら、考えられへんことやった」と美月は語る。
同年暮れの滝乃の死から半年後、笹守が買い取り、高級料亭「笹守」として存続。この時、滝乃が造った佐々木家との間の渡り廊下も取り壊された。

### 流れ橋
木津川にかかる上津屋橋のこと。時代劇のロケにしばしば使われることで有名。本作では『葉隠仙鋭』に使用されてから美月と晋八にとって思い出深い場所になっている。『MUSASHI』のラストシーンもこの流れ橋で撮影された。

### 『MUSASHI』の特別試写会
最終回のラストシーン。客席には『MUSASHI』のスタッフ・キャストのみならず、美月の家族・カツドウ屋の中山八郎・笹守夫妻など、大京に関わり続けた多くの人物が招待されており、作品全体の「大団円」感と、カーテンコール的性格を兼ね備えた、外せない重要場面である。
まず大型スクリーンに、大文字山の送り火の「大」の文字が山ごと映し出され、そこに会社のロゴマークと「大京映画株式会社」の文字が大きくかぶさる。それから、画面のクレジットと客席が交互に映し出される。スタッフ・キャスト名は横書きで、『夢死郎』を彷彿とさせる。
客席では、二役の佐々木蔵之介（幹幸太郎－早乙女清）、腹筋善之介（ハラカン－ハラキン）は、衣裳とメークを変えて別席で撮られ、ちゃんとどちらも来たことになっている。また、居眠りをしている八郎を、隣の笹守の旦那が揺り起こそうとしている場面もある。熊本の君江は不在だが、その代り、君江の子役が春海の隣席で作品を見ており、昔の山鹿でのセリフ「あんた、映画作りや」が回収されている。
黒田と関川は最前列である。また『オードリー』の脚本の大石静と、音楽の溝口肇とが、胸に赤い造花をつけて、スタッフ・キャストに混じって席に座っている。
そして、「幽霊」のように半透明に光る滝乃・春夫・樹里が歩いて来て、最前列の3つの空席に座る。クレジットで「脚本 監督　佐々木美月」が映し出されると、春夫は「オードリー、マイ・スイートハート! ブラボー!」とスタンディング・オベーションを始め、左右から滝乃と樹里に座席に引き降ろされる。
最後は客席の美月の顔がアップになり、映画人としての予感が語られ、物語は終わる。

## 劇中作

### 大京映画の制作作品、もしくは関わった作品

#### 資産整理前

##### 青葉城漂流剣
映画全盛時代の、劇場用時代劇映画のシリーズ物。主人公・五月雨兵馬（さみだれ ひょうま）を看板スター・クリキンが演じる人気作品。1953（昭和28）年9月、美月が生まれた日にも収録が行なわれており、撮影用衣裳のままのクリキンが椿屋の作品制作会議に乗り込んで来る場面から『オードリー』第1回は始まる。
青葉城「完結篇」が、クリキン大京専属時の最後の映画となった（クリキンのフリー宣言は1964（昭和39）年)。そしてこの時、17歳の虎之助が斬られ役で映画初出演を果たしており、互いに親子とは知らずに虎之助はクリキンから背中に最初の刀傷を受けている。黒田がトラにつけた芸名「青葉城虎之助」の由来ともなった。

##### 若侍七変化（劇場版）
昭和30年代、若手の幹幸太郎が橘左近（たちばな さこん）を演じる、劇場用時代劇映画の人気シリーズ。幹の若々しさとスリムな身軽さを生かし切った作品で、正義の味方の痛快さのみならず、次々と繰り広げられる幹の変装も見もの。 1964（昭和39）年、君江と小学5年の美月が代役出演したのが「若侍七変化 風車の巻」である。
1973（昭和48）年1月に、錠島主演でテレビ版にリメークされた（後述)。

##### 葉隠仙鋭
劇場用時代劇映画のシリーズ物。1965（昭和40）年～1972（昭和47）年、テレビ圧倒的優位の時代にあって、幹幸太郎主演で絶大な人気を集め続け、大京の屋台骨を支え続けた。監督は日高。
黒田と関川が1964（昭和39）年に雀蓮の託宣を受け企画したもので、椿屋を仕事場とする作家・中内にオリジナル原作を書かせ、映画封切と原作本発売とをほぼ同時に行う、メディアミックスの先駆けの手法が取られ、映画も本もヒットした。が、終盤期には、映画は最後まで人気を保ち続けたのに対し、本の方はあまり売れなくなっていた。
天涯孤独の仙鋭は、孤児の弟子・千吉に剣の道を教えながら諸国を行脚する。が、成人した千吉は、仙鋭が己の父を殺した敵（かたき）であることを知り復讐を決意、仙鋭を討ち、物語は終わる。
この作品は『オードリー』前半の登場人物と出来事との関連性が強い。
（1）子役の千吉のオーディションを、晋八が泳げると偽って通過し、流れ橋から落ちる場面を「付き人」の美月に吹き替えてもらう。
（2）小学6年の美月が、山鹿へ帰る君江について家を出た夜、2人は「仙鋭」の筋書きを語りながら旅を続ける。この時、美月が君江の知らない続きを話し始め、君江を驚かせる。
（3）大人の千吉役は、晋八は「芝居がアカン」という理由で落とされる。
（4）高校の卒業式から美月がその足で向かった大京の社長室で、黒田がテストに使ったのが、部屋にあった「葉隠仙鋭・完結篇」の台本で、関川が読み合わせの相手役をした。

##### 無頼人
劇場用大型時代劇映画で、いわゆる股旅物。1972（昭和47）年、ポスト葉隠仙鋭を意識して、雀蓮の託宣により黒田と関川が企画・制作したもの。当時通例の2本立てではなく、1本上映のみの超大作で、原作は中内のオリジナル、「仙鋭」同様に映画と本を同時に売り出す。脚本は野村、監督は日高、主役のムササビ銀次郎に幹幸太郎。
美月は「茶店のお杉」役で、セリフは「逃げてー！」の一言だけだが、入社1年目の大部屋新人が役名とセリフを貰えるのは異例で、先輩女優たちからのいじめはエスカレートするが、これは黒田が滝乃の思いを汲み、ネを上げて早く辞めるようにと計算の上だった。本番で美月を転ばす仕掛けは錠島に見破られ、とっさの気転で美月は助けられる。
当たれば大京は当分安泰のはずだったが、主演の幹も、助監督の杉本も、当たらないことを予感していた。幹は美月に「俺は当たらへんと思う。…スタッフの頭が固い。…それに幹に答うてへん。客が幹に求めているのは、股旅もんやない」と不発を予言し、撮影中から大京を去る覚悟を固めていた。杉本は美月にラッシュ（未編集フィルム）を見せ、「どう思う?」と不安を口にする。
美月は最後まで辛抱したが、クランクアップの日、幹は皆の前で大京を去ることを宣言。ロードショーも当たらず1週間で上映打ち切り、パート2も勿論撮影中止で、大赤字だけ残るという踏んだり蹴ったりの結果となり、所属俳優は自宅待機となった。
初版8万部の原作本については、その後の言及は無い。

##### 惨殺浪人 夢死郎
大京映画テレビ進出後の最初の作品で、1972（昭和47）年10月～12月放送の連続時代劇。錠島の初主演・杉本の初監督作品で、大部屋の青葉城虎之助と原田寛次郎がレギュラー入りを果たした作品でもある。
主人公の夢死郎（錠島）は昼間は寺子屋の師匠・嵯沼善四郎と名乗っているが、夜は闇の処刑人・夢死郎となって巨悪を斬る正義の味方。相棒は瓦版屋の早耳慎吾（虎之助）とカタコトの日本語を話す漢方医で中国棒術の達人張天和（チャンテンホー）(ハラカン）。善四郎は過去に許嫁の駒（美月）が妻子ある大店の旦那と不義密通をしていると誤解し駒を斬り捨てているが、のちに無実とわかりその業を背負って処刑人となった。
駒のキャスティングは、美月を推す杉本と、樹里を推す関川との間で最後まで難航したが、雀蓮の託宣で美月に決定。落ちたと知った樹里は、その日の朝、関川から東京でのテレビオーディションのことを知らされ上京、チャンスを掴む。
美月の出演は第1話だけだったが、斬られる場面でNGを連発する。「至福の表情で斬られる」表現が難しいだけでなく、本番で錠島の心が読めてしまった（「この人は私を捨てる」「駒への愛情が微塵も感じられない」）ことが大きい。別撮りでようやく乗り切ったが、その晩、錠島はアパートで美月に当たり散らし、美月は割れた電球で怪我をする。
その後、関川は「スターにふさわしい」マンションを用意し、安アパート「あざみ荘」から錠島を引っ越させる。また錠島は撮影所に個室も与えられる。一方、美月は自分の出番の収録後、裏方として引き続き撮影を手伝う。
毎回悪役を豪華ゲスト俳優が演じるのが売りで、第1話は幹幸太郎、4話は桃山剣之助、最終話は栗部金太郎が出演したが、この大京OB達の出演には必ず困難な試練が伴っていた。
(第1話）幹は、そもそも出演を固辞し続けた。が、別番組の仕事で椿屋に滞在中、お忍びで美月と訪れた晋八の殺陣トレーニングの現場を見て心を動かされ、やっと出演を承諾する。しかし、最初のロケ日に、増長した錠島が幹に全く挨拶をしなかったため、幹は抗議の意味を込めて2時間近くテントに籠り、黒田が土下座に行ってやっと仕事が始まった。その後錠島は数日間撮影に現れず、美月の説得でようやく戻る。「血しぶきの場面」の扱いは、残酷表現を避けたい関川と、それでは物足りない杉本との間で、最終ロケ日まで平行線をたどったが、現場を見た黒田が「血しぶきの場面を白黒にする」名案を出し、ようやく前進した。
(第4話）モモケンは、当時既に他局の人気番組に「本物の銭形平次」役で出演していたが、第4話での役は偽平次で、そこへ本物の銭形平次が現れるという設定だった。モモケンは「わしが偽平次か? －ほな、本物の平次は、勝新・錦之助・三船敏郎くらいの役者やないと」と注文をつける。大京では一流俳優の事務所に電話をかけまくるが、誰も押えられない。そして当日撮影現場に現れたのは、ひげを剃り、平次に扮した黒田だった。その心意気に免じ、モモケンは撮影を承諾する。
(最終話）クリキンは、「痛みのある殺陣」のための晋八の指示を無視し、腹に新聞紙を巻いていなかった。錠島はそれに腹を立て、殺陣指導通りに動かず、しまいには刀を投げ捨てて中座し、晋八は激怒。が杉本に「間違っているのは錠だ。でもこのシーンを今日中に撮り終えるため、錠に頭を下げてくれ」と土下座され、晋八は錠島の部屋に行き土下座した。クリキンの腹に新聞紙と血のりを仕込み撮影再開。また最終話収録では、足を実際に怪我したハラカンが屋根から飛び降りるシーンに挑む直前、あさひが屋根に登り、互いに大声で愛の告白をし合うというハプニングがあった。2人はこの日を最後に映画界を去り（ハラカンは9年半後に復帰)、2人は漬物屋の若夫婦に収まった。
「残酷なシーンが多い」という投書も新聞に出るが、視聴率は初回 23.4%、第8話 38.7%と絶好調で、続編の放送も決まる。
しかし最終話放送直後、「番組を見て殺したくなった」男が内縁の妻を刺す模倣殺人未遂事件が発生、「夢死郎」シリーズの運命は暗転する（後述)。

##### 凶殺浪人 夢死郎（「夢死郎」第2シリーズ、放送中止作品）
テレビ「夢死郎」第1シリーズの視聴率快走を受け、1973（昭和48）年1月からの放送が決まり、前年暮れには第1話の収録が既に始まっていた。主演は引き続き錠島、2人の相棒は、ハラカンの引退に伴い虎之助が降板、女性のお甲（朝倉もみじ）とお雪（岬曜子）に決まり、第1話のゲストは二階堂樹里。撮影は順調に進んだ。
が、第1シリーズ最終話放送直後の模倣殺人未遂事件が新聞やテレビに大きく取り上げられ、残酷シーンに対する批判が殺到、大京関係者は連日マスコミ記者に追いかけられ、関川は錠島を太秦寮（男子寮）の虎之助の部屋に避難させ、スタッフは椿屋に籠る。黒田は、高視聴率番組だから記者会見で何とかなると思っていたが、騒ぎ立てるマスコミが悪いという発言が揚げ足を取られ逆効果に終わり、大京叩きは益々エスカレートした。
最初はスポンサーから「殺」の字を外せと指示があり、『夢死郎 走る』の仮題がつけられたが、程なくスポンサーは撤退を決定、第2シリーズは放送前からお蔵入りとなった。
東京で事件を起こした男には執行猶予が付き、判決後埼玉でラーメン屋を開業した。

##### 若侍七変化（TV用リメーク版）
1973（昭和48）年1月からのテレビ放送枠で、「夢死郎」第2シリーズが使えなくなったため、急遽企画された作品。杉本は「幹さんの若い時の企画で、錠島のニヒルなキャラクターには合わない」と難色を示したが、雀蓮の託宣「昔の絵を描きなはれ。怖い絵やのうて」を「若侍」と解釈していた黒田は決定を覆さず、岩本に無理に脚本を書かせた。
錠島が女装する場面もある。
急な決定で、1月の放送開始に間に合うよう、最初の撮影は大晦日ギリギリまで続いた。そして第1話視聴率は 9.5%と惨敗、その後も視聴率は伸びず、大京は長い低迷期に入る。
推定放送期間は、1月～3月のワンクール。この番組の収録を終えると、錠島は大京を辞め、仲間との音信を断ち上京、端役生活に入った。

#### 資産整理後

##### 古寺探訪
1976（昭和51）年11月、大京が小さなビルの一室で再スタートを切ったばかりの頃、「下請け」的に制作していたテレビ番組で、監督は杉本。ゲスト出演者を麻生祐二で調整中、という杉本のセリフがあるが、この時麻生は講演を行うために京都を訪れており、滝乃との再会の伏線となっている。
1977（昭和52）年晩秋、日米合作大型ドラマの企画が流れた時は（後述)、杉本は珍しくカツドウ屋で深酒をし、「俺はな…いつか映画が撮りたくて、『古寺探訪』だの『素敵に旅デート』だの、くっだらねえ番組作ってきたんだ!」と荒れまくっていた。

##### 懐かしの宿
TBXテレビの昼のワイドショーの週1回のコーナーの下請け制作で、監督は杉本。TBXは売れっ子の幹幸太郎を出演させたく、杉本は「幹さんは椿屋なら出る、と言ってる。幹さんを出すことでTBXとの関係が良くなれば、大京にも有利になる」と美月に話を持ち掛けるが、結局断られた。

##### Invasion（インヴェーション）(『侵略』）(ボツ企画）
1977（昭和52）年夏、アメリカに「家出」していた春夫が、復員しTVプロデューサーになっていた甥のリチャードと意気投合し持ち帰った、日米合作テレビ映画の企画。
幕末のペリー来航以来、100年に亘るアメリカの極東「侵略」の歴史を描く壮大なドラマで、主演予定はロバート・レッドフォード。「本来は大手が取ってもおかしくない企画」だが大京のために持ち帰った、と春夫は力説する。リチャードも大京撮影所で殺陣の実演を見ているので、大京でという方針にブレは無かった。大京にとっても、当たれば社運挽回の大きなチャンスだった。
日本での場面は3シーン程度で、幕末に日本を案内する浪人役が必要だった。リチャードは実演の記憶から錠島を推し、行方不明だった錠島が捜し出された。但しアメリカ式に主役と監督はオーティションで、となり、錠島は一応オーティションを受け、杉本も審査のために「夢死郎」をサンプルとしてアメリカの総監督に送った。
そして2人の採用が本決まりとなり、アメリカの資金で瀬戸内にオープンセットも完成し、東映のスタジオを2週間借り、いよいよ明日から撮影という段になって、アメリカから思いがけない知らせが届く。急激な円高により、予算が1億円オーバーとなり、日本での撮影は中止する、という決定だった。今後は俳優も殺陣師も米国内で探すという。黒田は「せめて、錠島をアメリカに連れて行けないか」と提案したが、リチャードは「錠島尚也は、三船敏郎やありません」コストをかけるには価しない、と、にべもなく断る。
が、椿屋で「やっぱり俺には運が無い」とつぶやく錠島は、美月に「諦めんといて」と説得され、翌朝大京のオフィスへ行き「俺を大京映画の専属俳優にして下さい。斬られ役でも悪役でも何でもやります」と申し入れ、後の主役級俳優への長い道程が始まった。
交渉の初期には、春夫が電話で「大京映画にはファクシミリはまだ無いさかい、エアメールのエクスプレスでお願いします」と相手に英語で話す場面がある。その直後に大京はファクシミリを入れたが、皮肉なことに、その新しい通信機器で「中止」の第1報を受け取ることになった。

##### 剣聖
1981（昭和56）年放送のテレビ単発大型時代劇。同年々初、大京が企画書を大手キー局に出して通ったもので、脚本は杉本。主演は幹幸太郎で、同年4月には幹が京都に来て椿屋に滞在、撮影が始まった。殺陣は晋八が固辞し続けたため、下野隆五が担当。この時、香港映画『吠えろタイガー』日本公開のため一時帰国した虎之助と再会する。
視聴者からは大好評で、大京復活への嚆矢となった作品。

##### （タイトル不明作品）
『剣聖』好評につき、次も幹主演・杉本監督でという同じ局から依頼の単発大型テレビ時代劇。幹を坂本龍馬役に、という要望だった。
1982（昭和57）年1月放送予定の番組を、前年12月に舞台公演のため京都に滞在中の幹に出演依頼する、という強行軍的スケジュールで制作された。
最初幹は「12月はアカン」と断ったが、美月の「幹先生の龍馬、見たいです」の一言で受諾を決意。但し杉本には「ゆうべ夢を見た。坂本龍馬がな、ワイに龍馬やってほしい、て。本人から頼まれたら断るわけには行かん」と説明した。但し舞台との掛け持ちを避け、千穐楽の翌日の12月26日から31日までの6日間で全ての撮影を終わらせよ、という条件を出した。
椿屋滞在中の幹は、美月も晋八も根は映画人であることを見抜き、2人の復帰のために、かなり荒っぽい手段を取り続けた。まず女中のもみじと示し合わせ、「お金貸して下さい。お父ちゃんの入院費、まだ払うてませんねん。それに競馬で損して、サラ金にも取り立てられて」と、金に困っている芝居をさせ、その数日後、幹の財布から10万円が消える。幹はギリギリまで美月を追い詰め、最終的には大芝居であることを明かすが、それは「やっぱりお前は女将やないで」と美月が女将に向いていないことを思い知らせるためだった。「まず従業員を疑うのがスジやろ。ワイやったら花尾先生かて疑うなぁ。先代やったらしっかり従業員を問い詰めててたやろ。なぜもみじも晋八も訊問せん?…仲間やからやろ。やっぱりお前は撮影所の人間や」
そして暮れも押し詰まった29日、杉本が来て、「無理を承知で」と「椿屋を使わせてもらえないか」と懇願に来る。ラス立ちのロケに押えていた別の旅館が、急な通夜で使えなくなったのだ。
大晦日の夜に椿屋前の道でロケが行われることになり、美月は「騒がしくて申し訳ありません」と客室の花尾に挨拶に行く。そして幹は「下野さん、そんな殺陣古いで」と下野を罵倒し続け、怒った下野は「英ちゃん、俺、悪いけど辞めさせてもらうわ」と去って行く。（これも大芝居であることは、翌年杉本が現場復帰した美月に明かす。）そして、幹「晋八!!」
「グダグダ言うてんと、さっさと考えんかい!!」晋八は即興で、新選組の4人（1人は錠島）に1人ずつ殺陣をつけて行く。雪が降り始め、客室の花尾にも気を使い、「9秒で4人斬り」は、刃音以外は「音の無い殺陣」であった。

##### 未来刑事ダイナー（?～1982（昭和57）年3月）/未来刑事ダイナーⅡ（ツー）(1982（昭和57）年4月～9月）
子供向けのテレビ連続ドラマ。主演は錠島で、子供達には絶大な人気を博し、視聴率は軒並み20%台。大京の経営をようやく安定させる作品となった。錠島が「ダイナーチェンジ!」の一言で、特殊なロボット状の衣裳に身を包んだ正義の味方に変身、悪の化身を退治するのがこのドラマの山場の基本である。晋八が擬斗を担当。
美月が、出戻った滝乃に椿屋を任せ、大京にアルバイトスタッフとして復帰した1982（昭和57）年春、丁度「ダイナー」の撮影が行われていたところだった。
人気番組だったが、34歳になっていた錠島からは、こんな子供番組を続けていていいのか、という疑問や葛藤が消えなかった。
錠島の実母は、カラー印刷の「ダイナー」の切り抜きを写真立てに入れ、病床の枕元に置いていた。

##### 魔境の剣士 ムサシ（1982（昭和57）年10月～）
『未来刑事ダイナーⅡ』の後続の子供向け連続テレビドラマ。関川は「ダイナーⅢ（スリー)」で視聴率30%台を目指すべしとの意見だったが、いつか本格的時代劇を撮りたいと思っている杉本が、その前表としての「ムサシ」の企画書を既に準備、杉本が勝った。最初翌年1月からスタートの予定だったが、急遽10月からに変更となり、スタッフ達は「ダイナーⅡ」の編集作業も残る中で、1ヵ月で初回放送に間に合わせねばならなかった。そんな中で、錠島が「俺の武蔵はこんな武蔵じゃない」と姿を消す。
黒田は、今回は初めて雀蓮に頼らずに決めたのが自慢だったが、一転「雀蓮を呼べ!」と命令。大京オフィスに連れて来られた雀蓮は、「汽笛が泣いておる。母も息子も泣いておる」と語ってのち、虎之助を暗示する人物像を語る。黒田は虎之助に代役を頼む。
一方の美月は、電話口の向こうの汽笛から、錠島が神戸にいることを突き止めたが、この時、錠島の実母が手紙で名乗りをあげたことと、入院中であることを知る。
虎之助は椿屋で美月に「錠は必ず戻ってくるで。黒田と取引があるさかい代役引き受けたけどな」と予言する。それは「主役やから」。「どんなつまらん番組でも、主役掴んだら絶対に離さへん。役者の悲しい性（さが）や」それは的中し、撮影初日、浴衣姿の虎之助の宙吊りテストの最中、錠島は撮影用衣裳でスタジオに現れた。
9月に錠島の実母が危篤となり、美月と錠島は神戸の殺風景な病院に赴く。美月は「10月から、息子さんの主演で『魔境の剣士 ムサシ』が始まります。見て下さいね」と優しく語りかけたが、それは叶わなかった。
「ムサシ」も人気番組となった。

##### 巌流島異聞（ボツ企画）
1982（昭和57）年7月～12月、大京がほぼ10年ぶりに企画した、日中（日本-香港）合作の劇場用映画（通称「本編」)。タイガー・ウォンの知名度で作品を海外に売り込みたいという目論見と、幹プロダクションの資金協力を得たいという思惑から、虎之助が宮本武蔵、幹が佐々木小次郎という共演企画となった。
が、幹は企画書を見るなり「何で俺が佐々木小次郎やねん。これはトラの映画や。幹幸太郎が出る意義はあらへん」と言い、「幹プロにそんな金ないで」と突っぱねるが、関川に「興行は賭けでございます」と説得され、渋々承諾する。
それでも幹プロの社員たちの手前、自分が2番手扱いされるわけには行かない。幹はクレジットの序列や脚本にあらゆる注文をつける。脚本は、武蔵と小次郎の出番もセリフも長さが同じになるように書き換えられたが、更に幹は「巌流島で小次郎が勝つことにせい」と前代未聞の注文をつけ、杉本を呆れさせる。
一方の虎之助は、日本の時代劇役者「青葉城虎之助」として武蔵を演じたいが、黒田は「タイガー・ウォン」の国際的知名度で海外配給を有利にしたい。名前の表記案はずっと平行線をたどる。更に、虎之助は実父クリキンに柳生石舟斎役で花を持たせたいが、その場合幹をクレジットのどこに置くかが一層の難問となる。
12月になると、幹が年末舞台公演のため京都に来て、虎之助との「ワイが1番」の微妙な競争は椿屋の中でも繰り広げられる。
が、幹はある朝滝乃に、繊細で傷つきやすい「敗者の美学」に共感する観客は大勢いる、「幹先生の小次郎、見とうおすえ」と言われ目が開け、やっと小次郎を演ずる心づもりができる。しかしそれも束の間、撮影開始直前に幹プロ倒産の知らせが入り、企画はお流れとなる。それを聞くと、虎之助はその日のうちに香港に帰った。相前後して滝乃も倒れる。
幹が小次郎役用に特注した刀は、長く、しかも刃が朝日に輝くように特殊な塗料が施されている。その刀は、18年後に彼の息子が『MUSASHI』の小次郎役で使うことになるが、幹はまだそのことを知らない。

##### MUSASHI
大京映画が制作した宮本武蔵を主人公にした劇場用映画。社長となった杉本がお蔵入りになった『巌流島』以来悲願としていた映画で監督に美月が指名された。宮本武蔵は一般公募によるオーディションが行われ、1万5653人の応募者からまず書類選考で500人を選び、2次・3次審査と進み、最終審査の1分間のカメラテストには10人が絞られた。最終審査は美月と晋八のアイデアで、カメラに向かって自己紹介をしている最中に大部屋俳優に襲われたときの身のこなしを見るという方法がとられた。この審査で一見軽薄そうだがとっさに上着を脱いで夢中で応戦した早乙女清が「小次郎にぴったり」と小次郎役、カメラの前に立ったときから襲われることを察知し「背中に目がある」と言われた武蔵を体現してみせた錠島が武蔵役になった。青葉城虎之助も最後の10人に残り、武蔵には落ちたが、吉岡伝七郎役で返り咲いた。
脚本も美月が執筆したが、考えるほど武蔵に共感できなくなり自ら降板を申し出たが杉本や晋八の励ましで「武蔵の弱さ」を描く内容にまとまり、タイトルも『MUSASHI』に決定した。その他のキャストは宝蔵院胤舜に原田寛次郎、本位田お杉に朝倉もみじ、柳生石舟斎に幹幸太郎となった。
美月は、吉川英治の原作には無い、武蔵と小次郎が「巌流島以前にも一度出会っているが、戦いは邪魔が入り途中で終った」というプロットを入れたが、本作プロデューサーでもある杉本は「それで巌流島が生きるなら」とOKした。
撮影中は錠島の武蔵が強すぎる、弱さを出したいという美月と自分の中の武蔵を演じたい錠島がたびたび衝突したが、一乗寺下がり松のシーンでようやく錠島が役を理解し、無事映画は完成した。

### 他社・他局の作品

#### ポケットえりかちゃん
1972（昭和47）年10月から放送の、関東テレビの子供向け連続ドラマで、『魔法のリリー』の後続番組。二階堂樹里の初主演番組でもある。
『惨殺浪人 夢死郎』の駒の配役が発表され、落ちたことを樹里が知った朝、関川はこの番組の主演予定俳優が倒れ、急遽代役オーティションが行なわれることを「8時の新幹線に乗れば間に合います」と樹里に伝える。番組プロデューサーと関川が大学の同級生だったが「あとは君の実力次第です」と彼女を送り出す。
出演時にはまだ大京に籍があったため、黒田は同時期主演デビューの錠島とタイアップ宣伝を行うことを思いつき、共同出演インタビュー番組を設営する。また関川は、注目度を上げるために「錠島と樹里は熱愛」ネタをスポーツ紙にリークする。
初回視聴率は18%で、その後も好調の人気番組となり、主役の樹里はスターダムにのし上がった。
虎之助も、受験生の梓も見ていた番組。

#### 炎の剣士
関東テレビの、幹幸太郎主演の人気テレビ連続時代劇。1972（昭和47）年放送（10月～12月のクールを含むことは確実だが、その前後に関しては決め手なし)。
幹が「夢死郎」第1話の出演を承諾したのは、この番組の京都ロケのため椿屋に滞在中のことであった。「夢死郎」ロケで、挨拶をしない錠島への抗議として幹がテントに籠っていた時、『炎の剣士』の脚本を広げている場面がある。
視聴率は幹によれば「15%くらい」。

#### OL探偵
関東テレビの、樹里主演の人気ドラマシリーズ。樹里の遺作となった。
1976（昭和51）年4月、「OL探偵 京都殺人事件」のロケで樹里は京都を訪れ、初めて客として椿屋に逗留するが、次第に杉本のアパートに入り浸るようになる。そして体調不良が顕著になり、京大病院での検査の所見は「脳動静脈奇形」で、即刻入院・手術を勧められるが、スターの座を失いたくない樹里は拒否。そして5月（←11月の半年前)、「京都殺人事件」の最後のロケを終えると同時に樹里は倒れる。既に手遅れで、遺書の言葉「病院のベッドで死ぬのはいや」に従い、杉本はタクシーで樹里を自分のアパートに連れ帰り、樹里は杉本の腕の中で還らぬ人となった。

#### 吠えろタイガー
香港のカンフーアクション映画。タイガー・ウォン（青葉城虎之助）の初主演映画にして、彼を一気に国際スターへとのし上げた作品。
監督の命令により、それまでの刀傷を整形で全部消して撮影に臨み、華麗なカンフー・アクションを次々と繰り広げた。
日本での公開は1981（昭和56）年。公開と同時に虎之助はタイガー・ウォンとして一時帰国し、客として初めて椿屋に滞在、仲間たちとの再会を喜び合う。還俗した雀蓮とも再会し、香港に建てた豪邸で「一緒に暮らさへんか」と誘うが雀蓮は断り、香港人の内縁の妻とは正式に結婚するよう勧める。この時雀蓮はクリキンが落ちぶれていることを伝え「天下のクリキンにふさわしい、立派な最期を迎えられるよう」計らってくれと虎之助に頼む。美月がクリキンを椿屋に呼び、父と息子は5年ぶりに再会。虎之助は「ホンマに役者やめたんか? 脇役でも斬られ役でも、老剣士の役かてある。とにかく役者を続けい」と思いをぶつけるが、クリキンは「去り際の美学」を説く。
次第にチャンバラへの消えぬ思いで血が騒いで来た虎之助は、『剣聖』の撮影で椿屋に滞在中の幹幸太郎に、「日本映画界に、青葉城虎之助の居場所はありますやろか?」と訊ね、幹は「映画はアカン。テレビ時代劇もあるが、いつまで続くかわからへん」「タイガー・ウォンで売れた顔を使うて、青葉城虎之助に戻る手もある。けど、これは賭けや」と、厳しい見通しを正直に語る。
虎之助は香港に帰ったが、里心がつかぬようにと、錠島が拾って持っていた「虎」の銘入りの木刀を晋八に預けて行った。晋八はその木刀を手に、裏庭へ行き一人すすり泣く。

## 設定ブレ

### 宮本スエ（君江の祖母）の没年
第29回では、高校3年の夏に山鹿を訪れた美月が「2年前に君ちゃんのおばあちゃんは亡くなり」と回想しているので、スエは美月が高校1年の時に他界したことになる。が、第57回、結婚した君江が夫と共に1972（昭和47）年夏に椿屋を訪れた時は、美月は小学6年の夏の山鹿灯籠踊りでの君江の姿を回想し「あの年の冬、ばあちゃんが死んで、あれから7年、色々あり過ぎて、…」と語っているので、こちらに従えば、スエの他界は美月が小学6年の冬となる。

### 大京の処分資産とその後
大京映画が経営再建・社名存続のために処分した資産は「オープンセット、スタジオ、俳優会館、全国の直営映画館、プロ野球球団『大京ダイナマイツ』」(第89回)。そして1981（昭和56）年、一時帰国した虎之助と美月との会話によると、撮影所跡にはマンションが建ち、太秦寮（木造アパート形式の男子寮）は駐車場となっている（第118回)。そして2000（平成12）年2月、美月は「あ、大京のオフィス（社長室)、元の本社ビルに戻ったんやで。間借り（賃貸）やけどな」と愛子に語っている（138回)。
社長室のある本社ビルが撮影所の敷地内にあったことは、第30-31回、第90回などの場面から明白である。これらに整合性を持たせるには「本社ビルだけ貸しビルとして残し、オープンセットを潰してマンションにした」と考えるほかないが、かなり不自然な再開発と言える。

### 映画『E.T.』の公開日
1982（昭和57）年春、椿屋に戻った滝乃が台所でもみじと洗い物をしながら映画『E.T.』を話題にする場面があるが（第123回）、この作品の米国公開は同年6月、日本封切はもっと遅く同年12月。

### 満月の日
滝乃が世を去った1982（昭和57）年12月、季節外れの大雨を伴う嵐の夜空に満月が見えていた（137回）という設定だが、この年の12月の満月は1日と30日。1日の可能性は、滝乃が倒れる前の「12月」に幹が椿屋に着き、以降数日分もの出来事が展開されるので除外される。が、30日とすると、滝乃の初七日（命日を1日目と数えた7日目）は年をまたぐので、その席での黒田のセリフ「関川、年が明けたら、大京映画の社長はお前や」（138回）とは齟齬が生じる。また30日の京都市の天気は曇で、降水量はゼロである（ドラマがフィクションであれば、差し支えない設定だが)。
尚、美月が生まれたのは、1953（昭和28）年9月の「嵐の日の雨上がりに、空に美しい満月が現れた日」(第1回）で、この月の満月は23日だが、満月の時刻は13時15分なので、実際の夜空の月は僅かに欠けていたことになる。この日は京都市に計29.1㍉の雨が降っている。

### 大京映画の創業
杉本が大京第3代社長とすると（第138回)、関川は第2代、黒田は初代社長となる。が、日高監督はリストラされる際、黒田に「お前、入社したての頃、ワシの助監督やったな。死ぬまで映画撮ろうと言うとったの、あれは噓やったんか!?」「大京を支えてきたのは、このワシらやぞ!!」と恨み節をぶつけ、スタッフルームで杉本と美月に「馬鹿にすんな－!! モモケン、クリキンの『武蔵』を撮ったのは、このワシやぞ!! それを、助監督の黒田が裏切りよった!!」と酒の勢いでわめき立てる（第43回)。
他社で修業ののち独立し、大京を起業したのであれば、このセリフ回しは出て来ない。
昔の大京は、社長を置かない組合制だったのだ、という仮説も成り立つが、現実的ではない。

### 関川の専攻学科
滝乃の口から愛子に、関川は「早稲田の演劇科でシェークスピアを専攻」していた、と語られるが（第131回)、第31回、女優志願の美月のテストに、黒田が「葉隠仙鋭・完結篇」の脚本の読み合わせの相手を関川に命じる場面では、関川が「あの、わたくしは大学は英米文学科で、時代劇の方は」と答えかけて、黒田に「蜘蛛巣城はシェークスピアのマクベスや」と切り返されている。
早大文学部に演劇科があることを知らない人々への挨拶が咄嗟に口をついて出た可能性もあるが、その場合は「私は専攻はシェークスピアでして」で済むことである。

### 関川の年齢
関川の年齢の手掛かりは、
(1) 1976（昭和51）年4月に44歳（第83回)。
(2) 1982（昭和57）年9月に「今年、50になりました」(第130回)。
(3) 2000（平成12）年2月に69歳（第138回)。
よって生年月日は、「(1)かつ(2)」の条件は「1932（昭和7）年1月～9月」に絞り込めるが、(3)の条件は「1930（昭和5）年2月～1931（昭和6）年2月」となり、前者との共通期間が無い。

## スタッフ
- 作 - 大石静[1]
- 音楽 - 溝口肇[1]
- 主題歌「Reach for the sky」（GIZA studio）
  - 作詞・歌 - 倉木麻衣、作曲 - 大野愛果、編曲 - Cybersound
- 語り - 岡本綾（佐々木美月役を兼任）
- 副音声解説 - 関根信昭
- 題字 - 市川崑
- タイトルバック制作 - 中川佳子
- 殺陣指導 - 上野隆三[注 6]
- 映画史考証 - 西岡善信
- 京ことば指導 - 桃山みつる
- 資料提供 - オードリー・ヘプバーン財団
- 映像資料提供 - 
  - 『笛吹童子』（萩原遼監督、1954年、東映）
  - 『ローマの休日』
  - 『月光仮面』（船床定男監督、1958年、宣弘社）
  - 『嵐を呼ぶ男』（井上梅次監督、1958年、日活）
  - 『男はつらいよ 奮闘篇』（山田洋次監督、1971年、松竹）
  - 『木枯し紋次郎』（市川崑監督、1972年、CAL）
  - 『それからの武蔵』（沢島正継・大洲齋監督、1981年、中村プロダクション・東京12チャンネル（現・テレビ東京))
  - 『一乗寺の決斗』(内田吐夢監督、東映、1964年）

NHKの保管資料からは、東京五輪(1964年)・札幌五輪・大河ドラマ・紅白歌合戦（1972年大晦日・1981年大晦日）・各時代のニュースなどの映像の一部が使われている。
- 撮影協力 - 京都府京都市、京福電気鉄道、太秦駅、西日本旅客鉄道、東映京都撮影所、松竹京都撮影所[要出典]、車折神社、三十三間堂、旧NHK大阪放送局、熊本県、山鹿市
- 制作統括 - 内藤愼介[1]
- 制作 - 加賀田透
- 美術 - 石村嘉孝、青木聖和
- 演出 - 長沖渉、高橋陽一郎、柳川強、訓覇圭、黒崎博

## 放送日程
| 週     | 回数      | 放送日              | 演出       |        |
| 2000年 | 2000年    | 2000年              | 2000年     | 2000年 |
| ------ | --------- | ------------------- | ---------- | ------ |
| 1      | 1 - 6     | 10月02日 - 10月07日 | 長沖渉     |        |
| 2      | 7 - 12    | 10月09日 - 10月14日 | 長沖渉     |        |
| 3      | 13 - 18   | 10月16日 - 10月21日 | 高橋陽一郎 |        |
| 4      | 19 - 24   | 10月23日 - 10月28日 | 高橋陽一郎 |        |
| 5      | 25 - 30   | 10月30日 - 11月04日 | 長沖渉     |        |
| 6      | 31 - 36   | 11月06日 - 11月11日 | 長沖渉     |        |
| 7      | 37 - 42   | 11月13日 - 11月18日 | 高橋陽一郎 |        |
| 8      | 43 - 48   | 11月20日 - 11月25日 | 柳川強     |        |
| 9      | 49 - 54   | 11月27日 - 12月02日 | 長沖渉     |        |
| 10     | 55 - 60   | 12月04日 - 12月09日 | 高橋陽一郎 |        |
| 11     | 61 - 66   | 12月11日 - 12月16日 | 柳川強     |        |
| 12     | 67 - 72   | 12月18日 - 12月23日 | 長沖渉     |        |
| 13     | 73 - 74   | 12月25日 - 12月26日 | 訓覇圭     |        |
| 2001年 |           |                     |            |        |
| 14     | 75 - 77   | 1月04日 - 1月06日   | 訓覇圭     |        |
| 15     | 78 - 83   | 1月08日 - 1月13日   | 柳川強     |        |
| 16     | 84 - 89   | 1月15日 - 1月20日   | 高橋陽一郎 |        |
| 17     | 90 - 95   | 1月22日 - 1月27日   | 長沖渉     |        |
| 18     | 96 - 101  | 1月29日 - 2月03日   | 長沖渉     |        |
| 19     | 102 - 107 | 2月05日 - 2月10日   | 訓覇圭     |        |
| 20     | 108 - 113 | 2月12日 - 2月17日   | 高橋陽一郎 |        |
| 21     | 114 - 119 | 2月19日 - 2月25日   | 黒崎博     |        |
| 22     | 120 - 125 | 2月26日 - 3月03日   | 長沖渉     |        |
| 23     | 126 - 131 | 3月05日 - 3月10日   | 柳川強     |        |
| 24     | 132 - 137 | 3月12日 - 3月17日   | 高橋陽一郎 |        |
| 25     | 138 - 143 | 3月19日 - 3月24日   | 長沖渉     |        |
| 26     | 144 - 149 | 3月26日 - 3月31日   | 長沖渉     |        |

### 総集編
2001年8月13日から16日にBS2で17時 - 18時、総合では12月25日 - 28日 8時35分 - 9時35分に放送された。

## 受賞歴
- 第28回ザテレビジョンドラマアカデミー賞[11]
  - ザテレビジョン特別賞（映画史考証）

## エピソード
前々作の『あすか』の舞台となった老舗和菓子屋の「扇屋一心堂」「正直屋」が作中のセリフにしばしば登場する。また本作放送から21年後、同じく昭和期の太秦撮影所が舞台の一つとなっている2021年度下半期『カムカムエヴリバディ』では、本作登場人物の時代劇スター「桃山剣之助」と一文字違いながらも読みは同じ名前の時代劇スター「桃山剣之介（演：尾上菊之助）」が登場した。
滝乃が麻生と再会した際には、滝乃が麻生のことを以前より太ったと述べており、麻生を演じる沢田研二がこの時期に太っていた事実をなぞっている。また麻生と結婚した時期には、滝乃は第105回で沢田研二の持ち歌の「勝手にしやがれ」を口ずさんだことがあった。
子役時代の戸田恵梨香が出演した作品であり、2019年度下半期『スカーレット』ヒロイン起用が発表された際に本作に出演した過去が再注目された。

## 関連書籍

### 小説
- 大石静（原作）、葉月陽子（ノベライズ）、双葉社
  - オードリー 小説版1（2000年10月1日発売、ISBN 4-575-23404-4）
  - オードリー 小説版2（2001年1月15日発売、ISBN 4-575-23406-0）
  - オードリー 小説版3（2001年3月10日発売、ISBN 4-575-23410-9）

### 漫画
- オードリー、大石静（原作）、荻丸雅子（作画）、双葉社（ジュールコミックス）

1. 2000年10月1日発売、ISBN 978-4575332414
2. 2001年01月1日発売、ISBN 978-4575332452
3. 2001年03月1日発売、ISBN 978-4575332490

### ガイドブック
- NHKドラマ・ガイド 連続テレビ小説 オードリー（2000年9月27日発売、日本放送出版協会、ISBN 978-4149235349）